# アトレティコ・マドリード
- アトレティコ・マドリード
- アトレティコ・マドリー
- アトレチコ・マドリード
- アトレチコ・マドリー
- アトレティコ・デ・マドリード
- アトレティコ・デ・マドリー
- アトレチコ・デ・マドリード
- アトレチコ・デ・マドリー

アトレティコ・マドリード（スペイン語: Club Atlético de Madrid, S.A.D.、スペイン語発音: [ˈkluβ aðˈletiko ðe maˈðɾið]）は、スペイン・マドリードを本拠地とし、スペインプロリーグ機構（ラ・リーガ）に所属するプロサッカークラブである。2024年3月1日現在のUEFAランキングは第13位。
これまでに、プリメーラ・ディビシオン優勝11回、コパ・デル・レイ（国王杯）優勝10回、スーペルコパ・デ・エスパーニャ優勝2回、コパ・エバ・ドゥアルテ優勝3回を果たし、欧州ではUEFAカップウィナーズカップ優勝1回、UEFAチャンピオンズリーグ準優勝3回、UEFAヨーロッパリーグ優勝3回、UEFAスーパーカップ優勝3回を果たしている。

## 概要
ホームユニフォームは赤色と白色の縦縞のシャツに青色のショートパンツ、青色と赤色のソックスである。この組合せは1911年から使用されている。2021-22シーズンのユニフォームサプライヤーはナイキ、ユニフォームスポンサーは、リヤド・エア、Ria Money Transfer（国際送金業者）、現代自動車である。
FCバルセロナに次いで、スペインで2番目、世界では8番目にサポーターが多いクラブである。またマドリード市内でも市内北部の富裕層にファン層の多いレアル・マドリードに対し、比較的南部の庶民層に熱狂的ファン層を持つ。
2003年から、スペイン国王のフェリペ6世が名誉会長を務めている。また、ソシオの数の面では最も規模の大きなクラブの一つであり、6万5千人を越えるシーズンチケット保持者がいる。また、2部降格時にソシオの数が急激に増加したことでも知られており、降格前は2万4000人だったのに対し、降格後はソシオ申し込みが相次ぎ、4万2000人にまで急増した。これは2部に落ちてもクラブを見捨てないというサポーターのクラブ愛のあらわれである。スタジアムの観客数から見ても、2部での試合にもかかわらず、FCバルセロナとレアル・マドリードに次ぐシーズン平均観客数だった。2017年3月23日にアトレティコのソシオ数が10万人に達し、スペインで2番目、世界で8番目にソシオ数が多いクラブになった。また、2021-22シーズン開幕前には、スタジアムのシーズンチケットを所有するサポーター数が57,048人に達し、クラブ史上最高数を記録した。一方でフレンテ・アトレティコと呼ばれるウルトラスはクラブにとって長年の課題となっている。
『デロイト・トウシュ・トーマツ』によると、2018-19シーズンのクラブ収入は3億6760万ユーロ（約450億円）、欧州第13位、スペインではバルセロナ、レアル・マドリードに次いで第3位である。

これまでの歴史の中、クラブはLos Colchoneros（マットレス、もしくはマットレス屋の意。ホームユニフォームで採用されている赤と白の縦縞がスペインの古風なマットレスと同じ色調であるため。）などの多くの愛称で知られてきた。1970年代は、Los Indios（インディアン）として知られるようになった。これはおそらく外国人選手との契約制限が取り除かれた後に複数の南米選手と契約したことによる。しかしながら、その他にも、スタジアムが河岸にあったため、あるいはLos Indios（インディアン）がLos Blancos（白人の意。アトレティコのライバルであるレアル・マドリードの愛称でもある）の伝統的な敵であったため、など多くの他説もある。

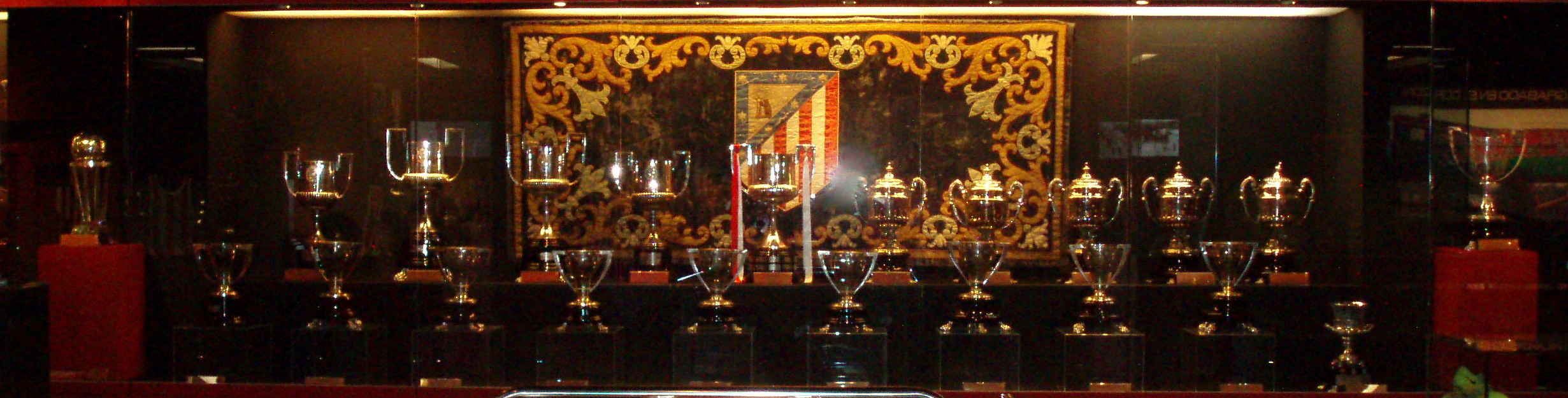
獲得トロフィー

2017-18シーズンからエスタディオ・メトロポリターノを本拠地としている。
2022年、クラブ史上最高額となる年間4200万ユーロ（約57億4600万円）、5年総額2億1000万ユーロ（約287億円）の胸スポンサー契約をWhaleFin（仮想通貨取引を行う企業）と結んだ。

## 歴史

### 創設期

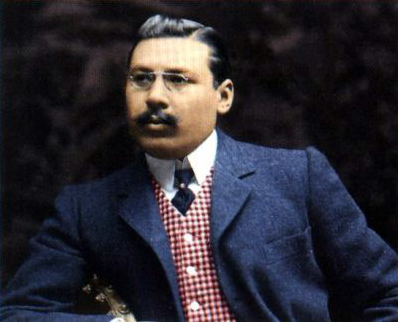
初代会長のエンリケ・アジェンデ

1903年4月25日から26日にかけての夜、アトレティコ・マドリード（設立時の名称はアスレティック・クルブ・デ・マドリード）設立が決定された。創設に携わったのは、地元マドリードに住むアスレティック・ビルバオサポーターのバスク人学生である。創設の決め手となったのは、先日に行われたレアル・マドリードとアスレティック・ビルバオのカップ戦決勝を観戦したことである。アトレティコ・マドリードの本部はマドリード市内の"ラ・クルス通り"の25番地に置かれ、クラブ最初のユニフォームは、青と白のストライプを模したシャツに青一色のズボンとなった。ゆえに、今現在もクラブのズボンカラーは青になることが多い。
1903年の創設以降、アスレティック・ビルバオの傘下チームという扱いだったが、1907年2月20日、アスレティック・ビルバオからの独立を果たし、同クラブの兄弟クラブとしてこれ以降公式戦への参加が増加していった。しかし、アスレティック・ビルバオとの関係は絶たれず、両クラブ間での移籍が頻繁に行われた。一例を挙げると、1911年に全国選手権決勝でアスレティック・ビルバオの選手として得点したマヌエル・ガルニカ・セラーノである。彼はマドリード出身であり、1907年から10年間、アトレティコ・マドリードでプレーしていた。1912年になると、アスレティック・ビルバオが現在存在するものよりもさらに厳しいバスク純血主義を掲げたため、こういった動きは徐々に見られなくなった。

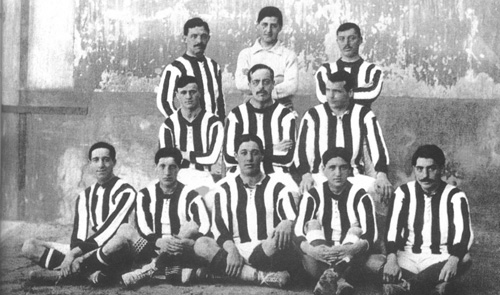
1911年のメンバー

1912年、元選手のフリアン・ルエテが新たな会長に就任した。就任の翌年に新設された中央地域連盟へ加盟すると1912-13シーズンの地域選手権でレアル・マドリードに1-2で敗れたものの準優勝を果たし、同シーズン中にホームスタジアムをカンポ・デル・レティーロからカンポ・デ・オドンネルへ移した。オドンネルの創設に携わった一人に国内の陸上競技に精通している人物がいたため、当時の首都スタジアムとしては最も進んだスタジアムであった。このオドンネルではマドリードにて初となる国際Aマッチのスペイン代表対ポルトガル代表が開催され、3-1でスペインが勝利した。スタジアムを遷移して以降はサッカー以外のスポーツ部門の発足や強化にクラブ総出で取り組み、国内でテニスを広く認知させ、スペイン人初の国際テニス殿堂入りを果たしたテニス選手のマニュエル・アロンソやマノーロ・ペレス・セオアネらを輩出した。
1910年代から20年代にかけての首都マドリードでは後のレアル・マドリードであるマドリードCFによる各クラブの選手の引き抜きやスモールクラブの吸収または合併を繰り返しており、アトレティコ・マドリードはこの動きによって消滅したクラブに所属していた選手やサポーターを迎え入れていた。この両者の関係性がマドリードダービーの怨恨に繋がったという見方もある。
1917年、この年まで兄弟クラブであるアスレティック・ビルバオに敬意を表してクラブのエンブレムをビルバオのエンブレムに類似させていたが、ビルバオからの完全な独立の機運が高まったことでこの年に現在のエンブレムに近似しているものを使用するようになった。1924年10月4日、クラブの首脳陣全員が出席した定例会議にてアスレティック・ビルバオからの完全な独立を公表し、1903年の創設以降初めてアトレティコ・マドリードとして独り立ちした記念すべき日となった。
同じマドリードを本拠とするライバルのレアル・マドリードが主に富裕層の支持を受けるクラブであったのに対し、アトレティコは主に労働者階級の支持を受けて発展してきたクラブであり、サポーターは熱狂的なことで有名である。
1930年代後半から1940年代前半には軍隊のチームとなり、アトレティコ・アビアシオンという名称だった時期がある。10回の優勝のうち2回はこの時期に獲得したものである。現在、その名称はアトレティコの下部組織の名前として残っている。現在のクラブ名になったのは、1947年のことであった。この頃から、徐々に勢いを増していった。後にインテルにグランデ・インテルと称される黄金期をもたらすことになるアルゼンチン人のエレニオ・エレーラが監督に就任してからは、ラルビ・ベンバレク、ヘンリー・カールションらを擁するチームは国内リーグを連覇した。エレーラが去った後も勢いを増し、1960年代にかけて黄金期を創り出した。しかし、同時期にアルフレッド・ディ・ステファノのレアル・マドリード、ラディスラオ・クバラのFCバルセロナという強大な敵が国内に存在したことから国内でのタイトルを積み上げられず、結果欧州レベルでの実績を挙げることが出来なかった。1959年にはUEFAチャンピオンズカップ（現UEFAチャンピオンズリーグ）の準決勝まで駒を進めているが、立ちはだかったのは仇敵レアル・マドリードであった。結局、黄金期のアトレティコが得た国際タイトルは、1962年のUEFAカップウィナーズカップ優勝のみに留まった。

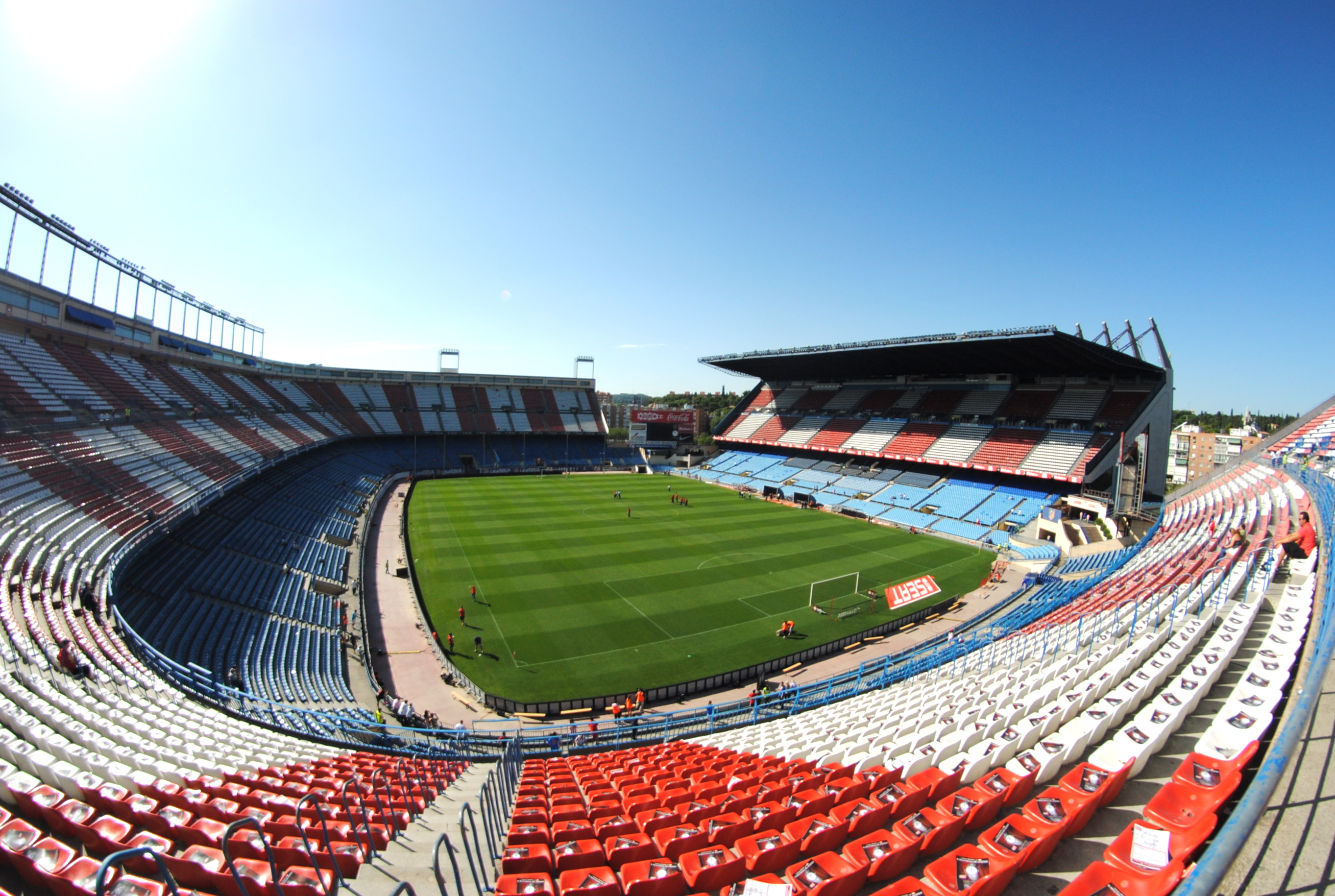
エスタディオ・ビセンテ・カルデロン

1966年、ホームスタジアムをエスタディオ・メトロポリターノ・デ・マドリーノからエスタディオ・デル・マンサナレスに移転した。エスタディオ・デル・マンサナレスは、1972年にエスタディオ・ビセンテ・カルデロンに改称された。

### リーガ3強時代から2部降格へ
1974年にはUEFAチャンピオンズカップで決勝戦に進出。バイエルン・ミュンヘンを相手に0-0のまま延長戦となり、114分のルイス・アラゴネスのゴールで先制すると、そのまま延長戦終了間際までリードを保っていた。しかし、シュヴァルツェンベックに30メートル以上のミドルシュートを決められ、同点に追いつかれた。結局2日後の再試合では敗れ、準優勝に終わった。しかし、その後出場を辞退したバイエルンに代わって出場したインターコンチネンタルカップでは、アルゼンチンのCAインデペンディエンテを下し、世界一の座に輝いた。なおスペインにおいて、インターコンチネンタルカップを獲得しているクラブは、レアル・マドリードとアトレティコだけである（大会名称が変わったFIFAクラブワールドカップはFCバルセロナも獲得している）。
1987年に事業家のヘスス・ヒルが会長に就任。1995-96シーズンには、クラブ史上初めてリーガ・エスパニョーラとコパ・デル・レイの二冠を達成、これはヒル会長の行った大型補強の成果といえる。更に、この前年プリメーラ・ディビシオンで得点王を獲得したサルバ・バジェスタが加入した。
1999-00シーズン、アトレティコは戦術家クラウディオ・ラニエリを監督に迎え、10月30日のマドリードダービーではオランダ人ストライカーのハッセルバインクの2ゴールで勝利するなど、明るい話題はいくつかあった。しかし、12月22日、ビセンテ・カルデロンに治安警察の家宅捜索が入り、クラブはピッチ外の問題によって徐々に調子を崩していく。その後、降格圏まであと1ポイントというところでラニエリが解任され、クラブのレジェンドの1人であるアンティッチを再び呼び戻した。それでも状況は好転せず、5月7日、勝てば残留可能でもあったアウェーでのレアル・オビエド戦に2-2と引き分け、セグンダ降格が確定した。2-2の同点後、ハッセルバインクにはPKによる勝ち越し弾のチャンスがあったが、ハッセルバインクはこれを決め損ねた。試合終了後、セグンダ降格という絶望によりスタジアムは静まり返った。また、このシーズンはコパ・デル・レイで決勝に進出していたが、エスパニョールに2-1で敗れタイトル獲得にはならなかった。

### 復活と停滞

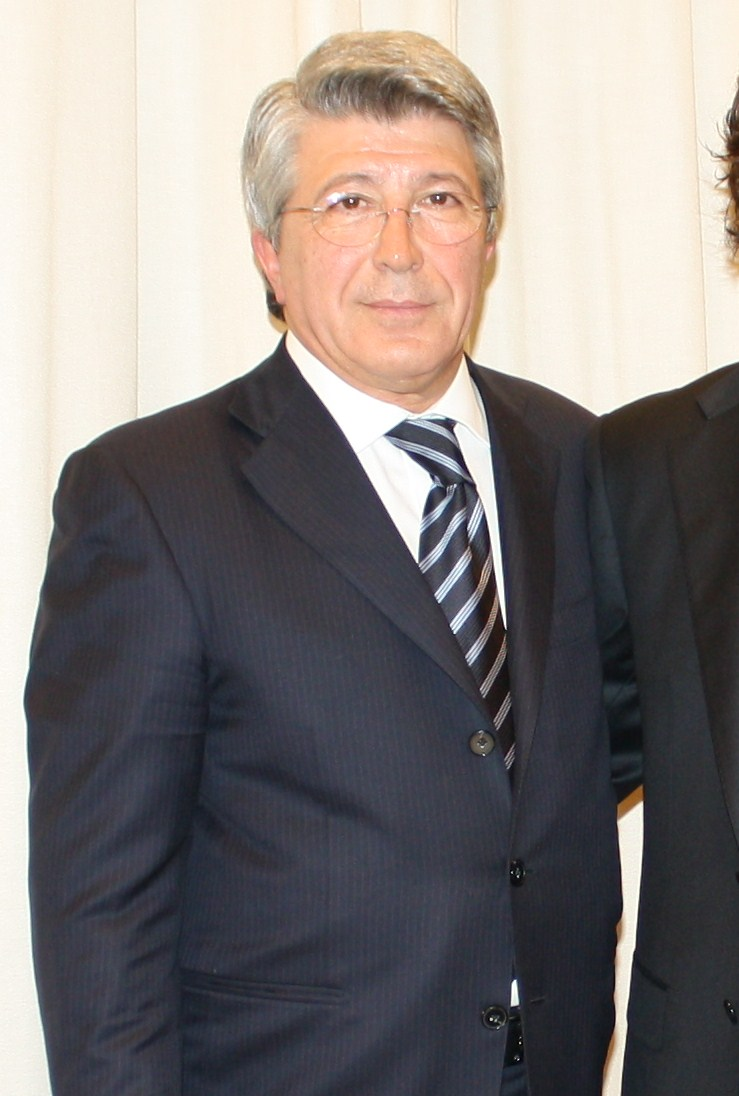
2003年から会長を務めるエンリケ・セレソ

1年での1部復帰が叶わなかったが、ルイス・アラゴネスを招聘し、フェルナンド・トーレスの台頭などもあって、2002-03シーズンに1部復帰を果たした。
2003年にヘスス・ヒルが会長から退任したが、低迷を続けるアトレティコが上昇のきっかけをつかむことはできなかった。新会長エンリケ・セレソは、ヒル時代に蓄積された巨額の負債にも悩まされることとなった。

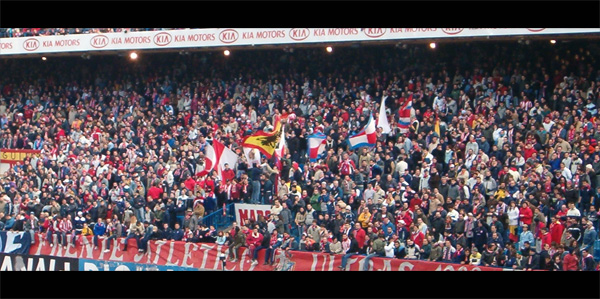
アトレティコ・マドリードのファン（2005年）

#### 2005-06シーズン
不振が続く中、カルロス・ビアンチが監督に就任し、マルティン・ペトロフ、マキシ・ロドリゲス、マテヤ・ケジュマン、ルシアーノ・ガジェッティらを獲得した。優勝候補の一角にも挙げられたが、予想に反しチームは低迷し、前半戦終了を待たずにビアンチは解任された。その後、下部組織からペペ・ムルシアが監督に就任。その後は14年ぶりの6連勝を果たすなど一時調子を上げたが、マキシ・ロドリゲスが代表招集中に怪我をしてから再び失速、最終的には10位でシーズンを終えた。

#### 2006-07シーズン
メキシコ代表やCAオサスナで実績を挙げたハビエル・アギーレを招聘。更に大型補強をし、再建を図った。しかしリーガ最終順位は7位に終わった。
2007年7月にはフェルナンド・トーレスをリヴァプールに放出した。迎えた2007-08シーズンは、不安定な戦いに終始しアギーレも批判を浴びたが、加入2年目のセルヒオ・アグエロが19ゴール、新加入のディエゴ・フォルランが16ゴールを記録し、新加入のシモン・サブローザ、ラウール・ガルシア、下部組織出身のイグナシオ・カマーチョらも活躍したことで最終順位は4位で、1995-96シーズン以来12年ぶりにUEFAチャンピオンズリーグ出場権を獲得した。

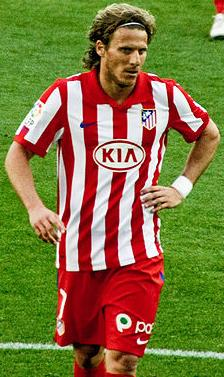
4シーズン在籍し、リーグ得点王とヨーロッパ・ゴールデンシューを獲得したディエゴ・フォルラン

#### 2008-09シーズン
シーズン途中にアギーレが解任されるなど終始不安定ではあったが、終盤戦の6連勝で最終的に4位となり、2年連続でUEFAチャンピオンズリーグ出場権を得た。最終節のUDアルメリア戦はエスタディオ・ビセンテ・カルデロンでの1000試合目であり、記念の試合を3-0の快勝で飾った。

#### 2009-10シーズン
序盤は大きく低迷し、2シーズン連続で出場したUEFAチャンピオンズリーグもグループリーグで敗退。前シーズン途中から監督に就いていたアベル・レシーノを解任しキケ・サンチェス・フローレスを招聘した。冬の移籍期間中に獲得したティアゴ・メンデスの活躍もあり、不振に陥っていたチームの建て直しに成功した。UEFAチャンピオンズリーグのグループリーグを3位で終えていたため、UEFAヨーロッパリーグに決勝トーナメントより参戦した。決勝戦でフラムFCをフォルランの2ゴールで2-1と下し、UEFAヨーロッパリーグの初代チャンピオンとなった。また、リーグ戦の最終順位は9位だったが、スペイン国王杯では1999-2000シーズン以来10年ぶりに決勝に進出。セビージャFCに敗れ、準優勝に終わった。

#### 2010-11シーズン
UEFAスーパーカップでチャンピオンズリーグ王者のインテルを2-0で下したが、UEFAヨーロッパリーグではグループリーグで敗退し、1月から2月前半にかけては8敗を喫した。シーズン終盤のセルヒオ・アグエロのゴールラッシュによって、UEFAヨーロッパリーグ出場圏内の7位にこそ位置したものの、キケはシーズンが終わる前に監督からの退任を宣言した。アグエロは移籍を表明した。なお3月の東日本大震災の際には、スペイン在住記者とGoal.comを通じて日本へ応援メッセージが届けられた。

#### 2011-12シーズン
ヘスス・ガルシア・ピタルチに代わる新スポーツディレクターとしてホセ・ルイス・カミネロを招聘。そして新指揮官には、2003－04シーズンにもチームを率いたグレゴリオ・マンサーノを呼び戻した。移籍の意思を表明していたアグエロが推定4500万ユーロでマンチェスター・シティFCへ、ダビド・デ・ヘアは推定2100万ユーロでマンチェスター・ユナイテッドFCへ、フォルランは500万ユーロでインテルへ移籍した。その一方、UEFAヨーロッパリーグ得点王のラダメル・ファルカオ、アルダ・トゥラン、ローンでジエゴを獲得した。また、カンテラーノのガビをレアル・サラゴサから呼び戻した。しかし、リーグ戦では苦戦を強いられ同年12月にマンサーノを監督から解任した。

### シメオネ体制

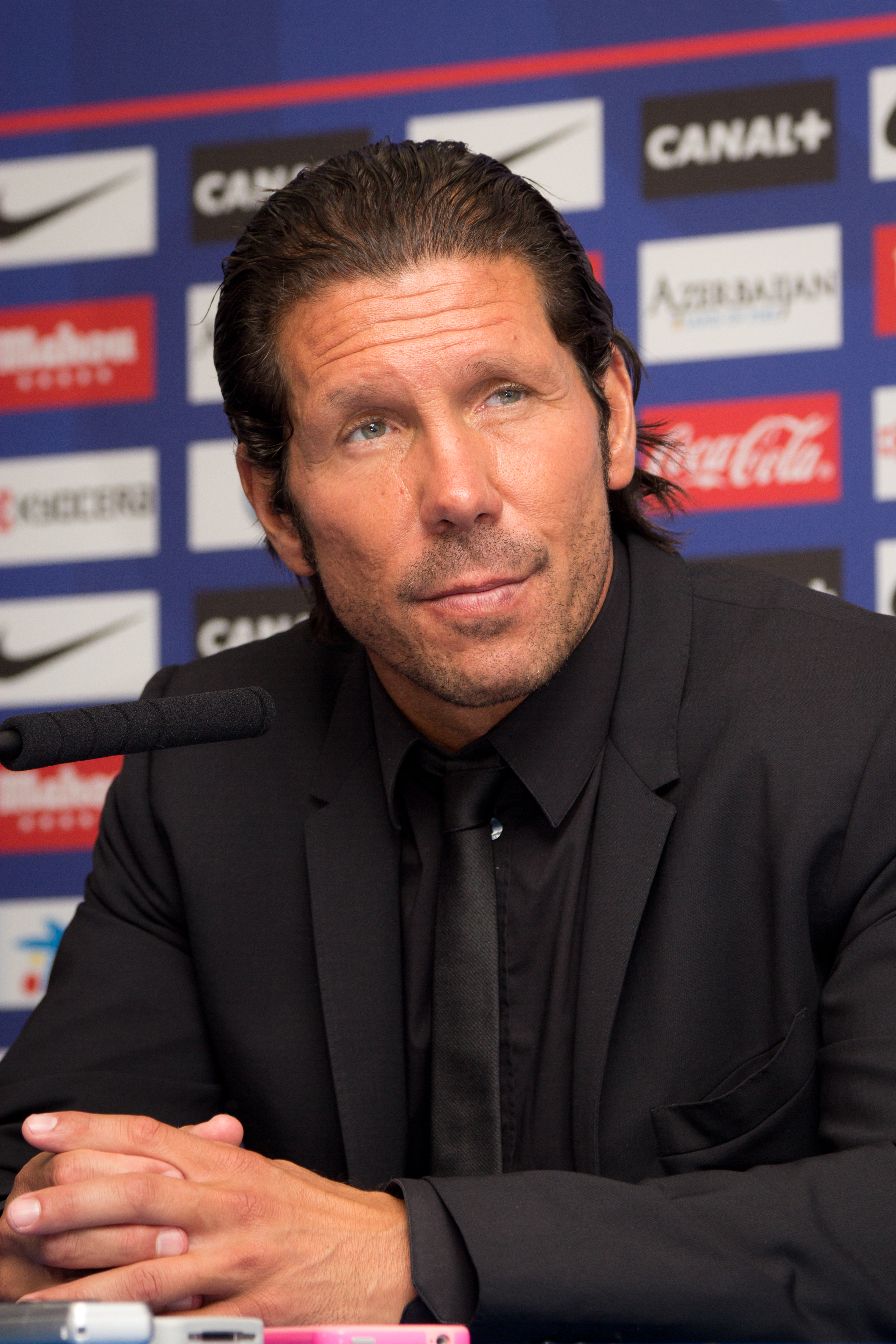
2011年から監督を務めるディエゴ・シメオネ

後任の監督にディエゴ・シメオネが就任すると、持ち前の求心力を発揮し全選手に高い守備意識とハードワークを植え付け、守備徹底と無駄のない効率的な走りを重視し、中盤と最終ラインに強固なブロックを形成。攻撃では奪ったボールをジエゴ、アドリアン・ロペス、トゥラン、ファルカオを生かして最小限の力でゴールを決めるシンプルな戦い方へと舵を切った。その結果チームは調子を取り戻し、マンサーノの時は5試合しかなかった無失点試合がシメオネの時は就任後の6試合を全て無失点で乗り切ったのも含めて10試合に倍増しリーグ戦は5位。決勝トーナメントはおろか、マンサーノが監督だったグループステージ第4節のウディネーゼ戦から9連勝。しかも全て2失点以内に抑えたのもあって2年ぶりにUEFAヨーロッパリーグを制覇した。

#### 2012-13シーズン
UEFAスーパーカップでチャンピオンズリーグ王者のチェルシーを破り2度目のUEFAスーパーカップ制覇を達成した。リーガ・エスパニョーラでもシメオネの掲げる激しいプレスでボールを奪い、素早く攻撃に移るスタイルでジエゴ・コスタが2トップに定着したのに合わせて、当時21歳だったティボ・クルトゥワが、4連覇中だったFCバルセロナのビクトル・バルデスからサモラ賞を奪えば、トゥランやコケが中盤の核に定着したのも相まって2強に次ぐ3位の好成績を収める。さらに、レアル・マドリードとのマドリードダービーとなったコパ・デル・レイ決勝では、延長戦の末14年ぶりとなるダービー勝利を果たし、17年ぶり10回目の国王杯優勝を達成した。

#### 2013-14シーズン

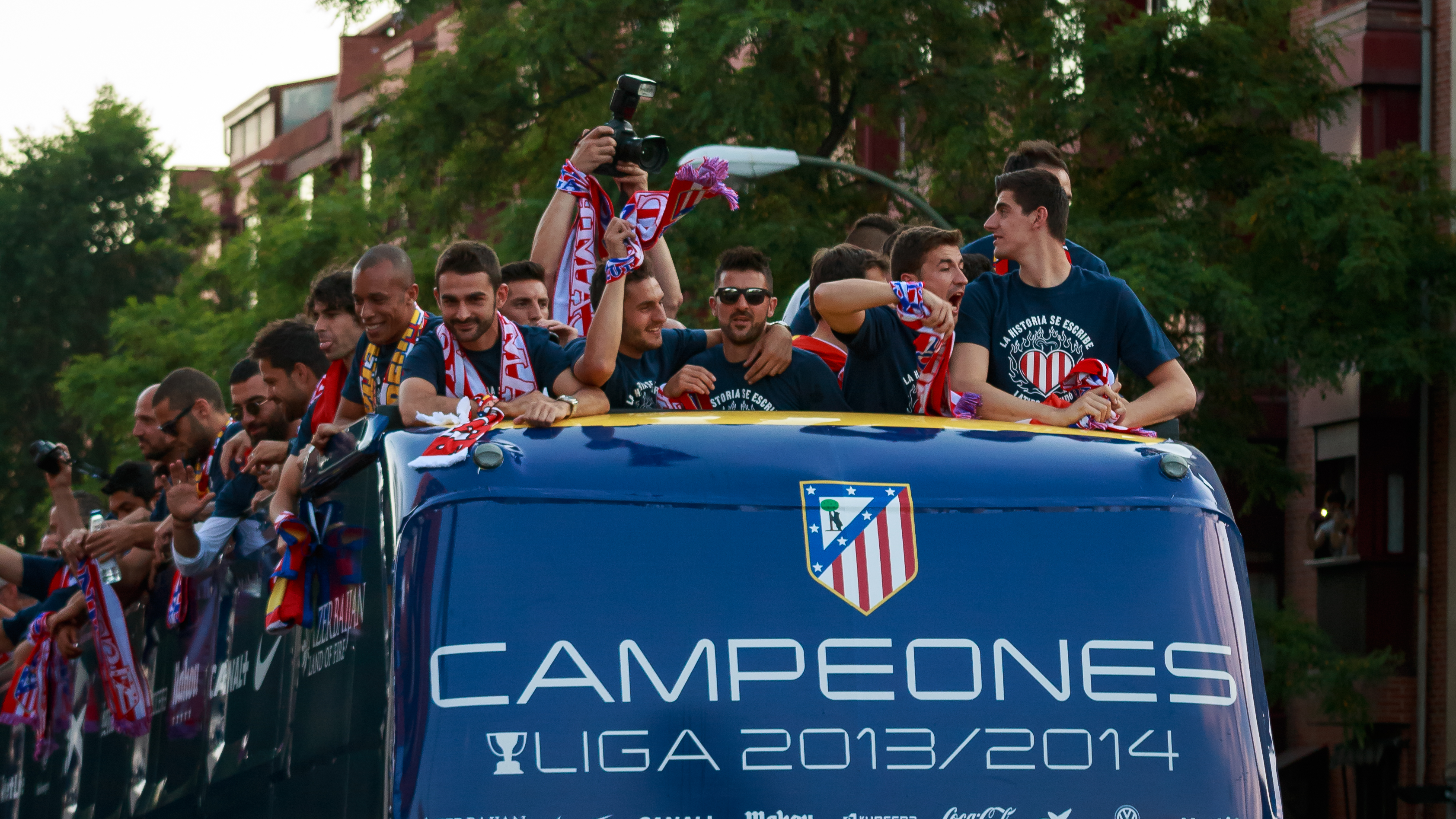
ラ・リーガ優勝セレモニー

2013-14シーズンは、前年度チーム得点王のファルカオがASモナコに移籍したものの、ダビド・ビジャをFCバルセロナから獲得した。新加入ビジャとジエゴ・コスタが2トップを形成し、リーグ序盤からバルセロナ、レアル・マドリードと熾烈な優勝争いを展開した。首位で迎えた最終節、敵地カンプ・ノウでの2位バルセロナとの直接対決で引き分け、18年ぶりにリーグ優勝を達成した。
UEFAチャンピオンズリーグでもFCポルトやFCゼニト・サンクトペテルブルクに勝利し、グループリーグ首位通過を決めた。決勝トーナメントでも、ベスト16で2007年の王者・イタリアのACミランを、準々決勝で同じスペインで2006、2009、2011年の王者バルセロナを、準決勝で2012年の王者イングランドのチェルシーFCと歴代のチャンピオンズリーグ王者を次々に破って40年ぶりに決勝に進出。チャンピオンズリーグ史上初の同一都市に所在するクラブ同士の対戦となった決勝戦ではレアル・マドリード相手に後半終了間際まで前半に挙げたディエゴ・ゴディンのゴールで1-0とリードしていたものの、バルセロナとの直接対決となったリーガエスパニョーラ最終節同様強行で先発出場したジエゴ・コスタが早い段階で交代を余儀なくされたツケが、後半ロスタイムにコーナーキックからセルヒオ・ラモスにゴールを奪われた形で回り延長戦に持ち込まれる。延長戦ではそのまま相手の勢いに呑まれて前半こそ無失点で凌いだものの後半5分にアンヘル・ディ・マリアにドリブルで切り裂かれると1億100万ユーロという当時の史上最高額で移籍したガレス・ベイルにこぼれ球を詰められて逆転。その8分後に交代で途中出場したマルセロにミドルシュートを決められ、延長後半終了間際にそれまで抑えていたクリスティアーノ・ロナウドにもPKを決められて3失点を喫し1-4で敗れ、準優勝に終わった。

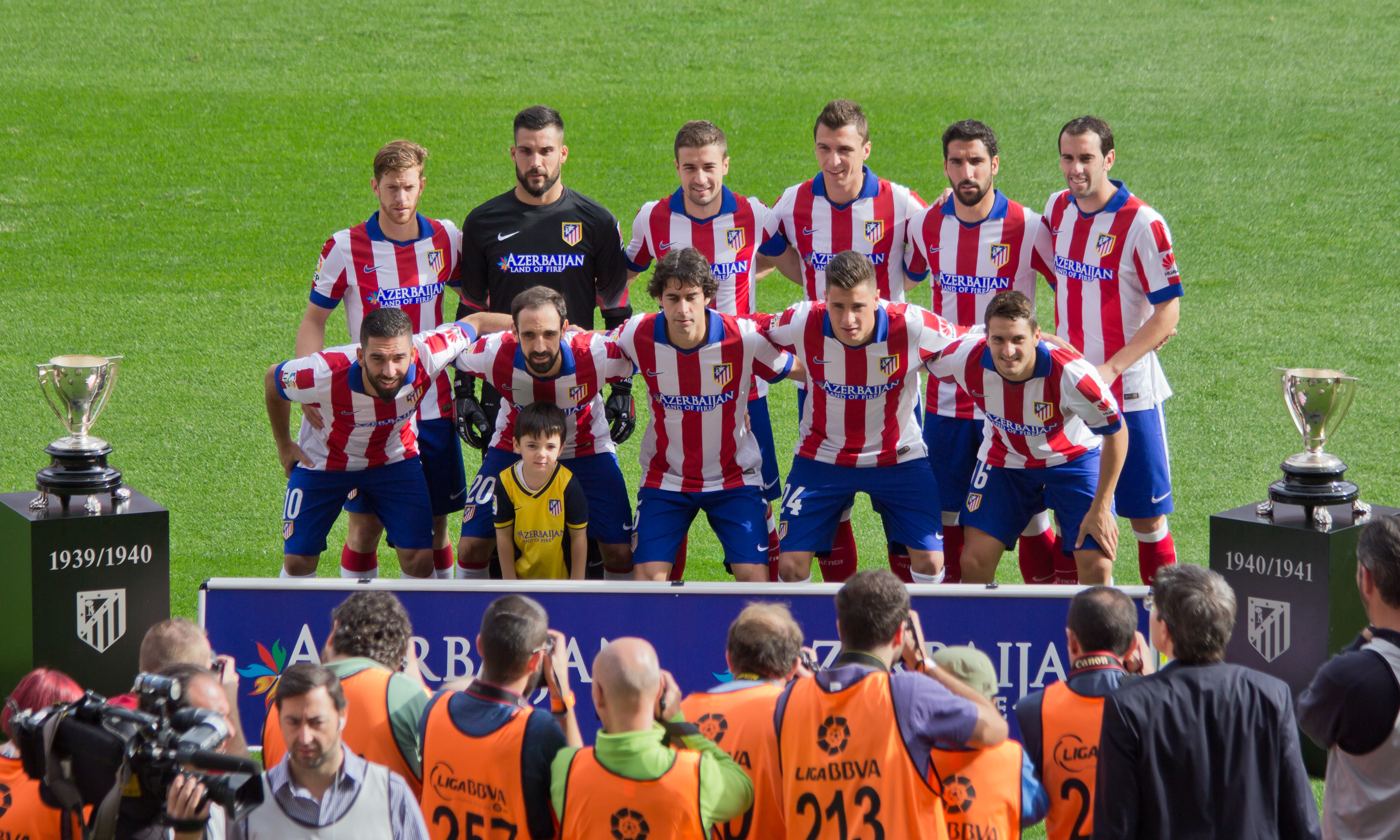
2014-15シーズン

#### 2014-15シーズン
夏の移籍市場では、前年シーズンのリーグ優勝とCL準優勝の立役者であったジエゴ・コスタとフィリペ・ルイスをチェルシーへ売却したほか、ビジャはニューヨーク・シティFCへ移籍し、クルトゥワはチェルシーからのレンタル移籍期間満了により退団した。これら昨季の主力選手の抜けた穴を補填する目的で、バイエルン・ミュンヘンからマリオ・マンジュキッチ、レアル・ソシエダからアントワーヌ・グリーズマン、トリノFCからアレッシオ・チェルチ、ヘタフェCFよりミゲル・アンヘル・モジャ、SLベンフィカからヤン・オブラク、グラナダCFからギリェルメ・シケイラを獲得した。昨シーズンリーガ王者として戦ったスーペル・コパでは、ライバルのレアル・マドリードを下して29年ぶり2度目の優勝を果たした。冬にはフェルナンド・トーレスがチェルチとの交換トレードでACミランからレンタル移籍し、2006-07シーズン以来7年半ぶりに復帰した。チャンピオンズリーグではラウンドオブ16でバイエル・レバークーゼンをPK戦で下したものの準々決勝で昨季に引き続きレアル・マドリードとのダービーが実現。1stレグは0-0で終えるも、2ndレグでは後半31分にトゥランが退場となった後にチチャリートのゴールが決まり、0-1で敗れてベスト8で敗退。ダービーでの対戦成績では8試合4勝3分け1敗（このシーズン、スペインの国内の3コンペティションでは4勝2分）と大きく勝ち越していたものの、チャンピオンズリーグ決勝のリベンジは果たせなかった。

#### 2015-16シーズン
開幕前にFCポルトからジャクソン・マルティネス、ビジャレアルCFからルシアーノ・ビエット、ASモナコからヤニック・カラスコを獲得し、チェルシーからフィリペ・ルイス、FCポルトにレンタルされていた下部組織出身のオリベル・トーレスが復帰した。リーグ戦では当初、新戦力が噛み合わず勝ち点を落とすこともあったが、ジャクソンに見切りを付けて冬に広州恒大へ売却する一方で、フェルナンド・トーレスの復活やアントワーヌ・グリーズマン、サウール・ニゲス、冬にセルタ・デ・ビーゴから加入したアウグスト・フェルナンデスらの活躍によりFCバルセロナとレアル・マドリードと優勝争いを展開するも最終的に昨年と同じ3位に入り、リーグ戦38試合全てにフル出場して18失点とゴールに鍵をかけ続けたオブラクがサモラ賞を受賞している。チャンピオンズリーグでは2年ぶりに決勝に進出。決勝では2年前と同じくレアル・マドリードとのマドリードダービーとなり、持ち前の4-4-2でブロックを作った守備を発揮したが、前半に先制を許す。後半に途中出場のカラスコのゴールで追いついたが、延長戦を戦い抜いて1-1のままスコアは動かず、PK戦の末3-5で敗れ、再びレアル・マドリードの前に涙を飲んだ。

#### 2016-17シーズン
夏の移籍市場では、セビージャFCからケヴィン・ガメイロ、SLベンフィカからニコラス・ガイタンらを獲得したほか、フェルナンド・トーレスの保有権を買い取った。リーグ戦ではレアル・マドリードとバルセロナと上位争いをしたが3位でフィニッシュ。チャンピオンズリーグでは準決勝まで勝ち進み、決勝トーナメントでは4年連続となるレアル・マドリードと対戦との対戦となったが、2戦合計2-4で敗れてベスト4で大会を去った。

#### 2017-18シーズン

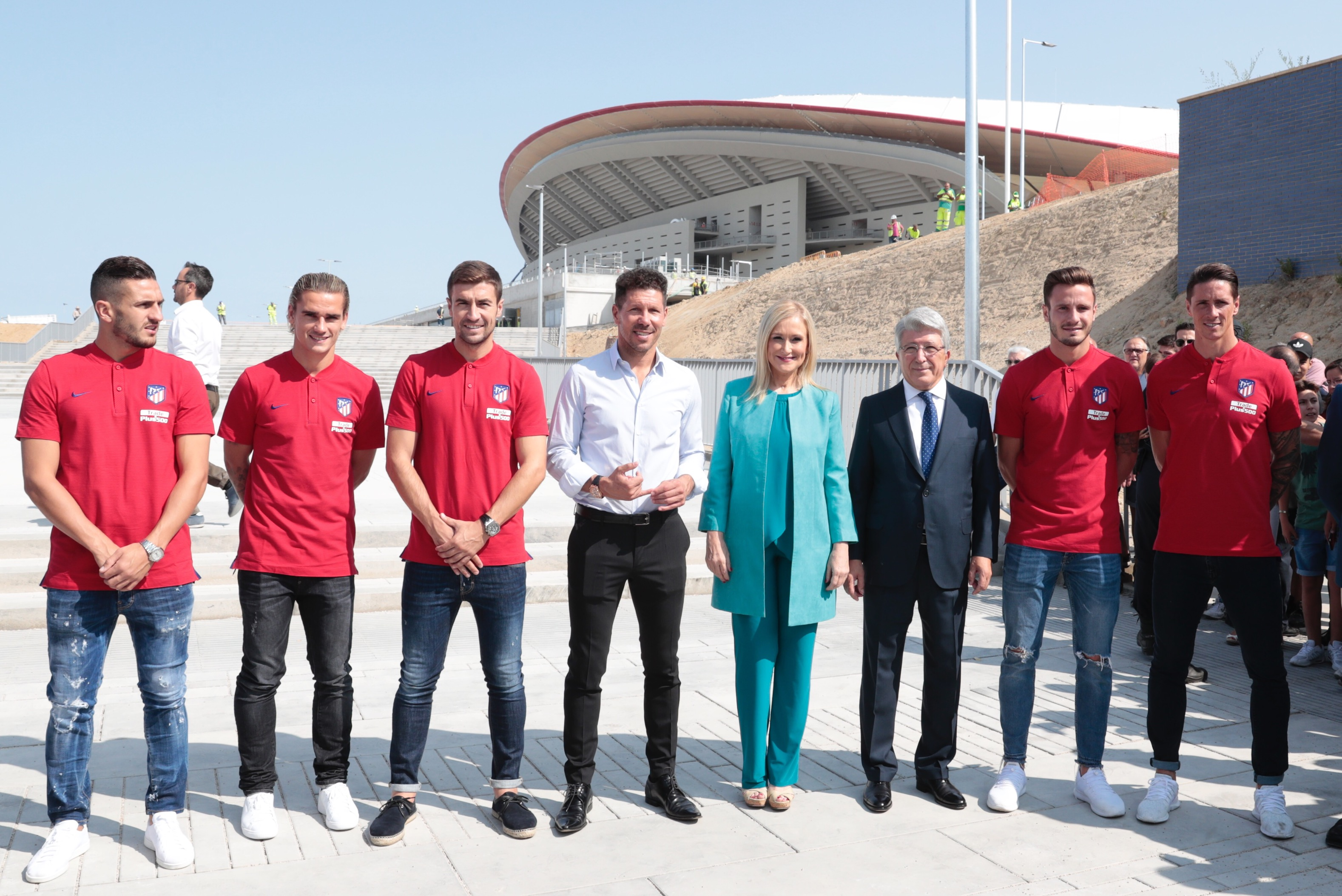
新スタジアム エスタディオ・メトロポリターノにて（2017年）

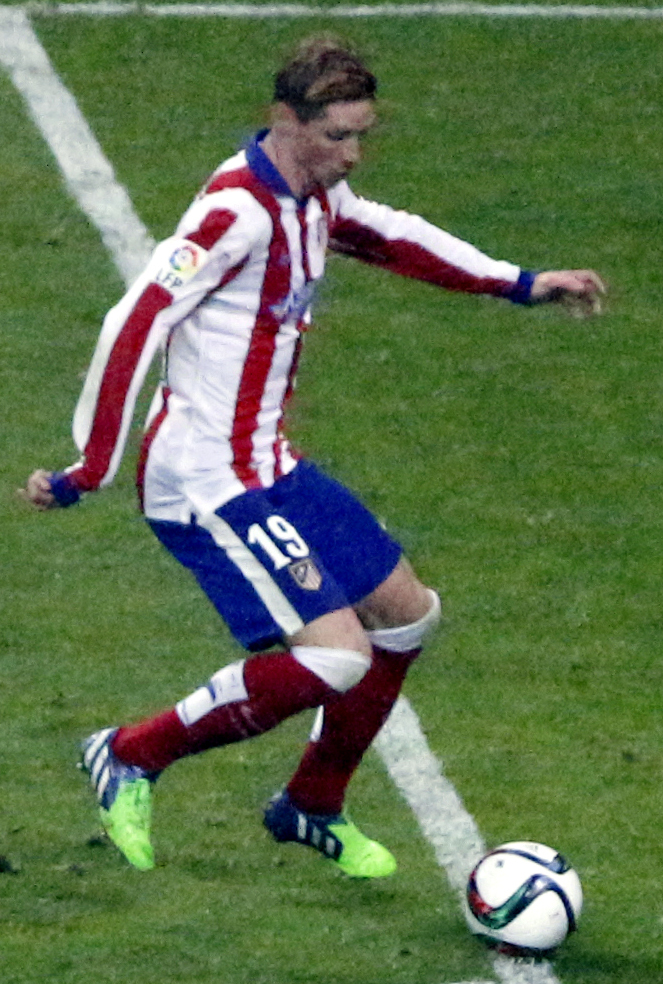
クラブのアイコン的存在のフェルナンド・トーレス

2017-18シーズンから、本拠地をエスタディオ・ビセンテ・カルデロンから、エスタディオ・メトロポリターノに移転した。新スタジアムでの最初の試合は、2017年9月16日ラ・リーガ第4節アトレティコ対マラガCFで、アントワーヌ・グリーズマンが初得点を決めた。
シメオネは就任7シーズン目となり、冬にチェルシーからジエゴ・コスタが復帰。また、中国・スーパーリーグの大連一方足球倶楽部へと移籍したニコラス・ガイタンとヤニック・カラスコの後釜として、セビージャからスペイン代表MFビトーロを獲得。リーグ戦においては、序盤こそは二者に追随を許すも、最終的には2位フィニッシュ。グリーズマンがチーム最多の19ゴール。チャンピオンズリーグではグループCにポット分けされ、ローマ、チェルシー、カラバフと同組になった。勝ちきれない試合が多く、結果、1勝4分1負の成績でヨーロッパリーグへと回った。ここでは持ち前の強さを発揮し、準決勝でアーセナル、決勝でマルセイユを破り5シーズンぶり、3度目の優勝を果たした。またこの優勝により、シメオネがこのクラブで勝ち取ったタイトルが7つになった。2017年3月23日、ソシオ数が10万人に到達し、ソシオ数がスペイン国内ではレアル・マドリードを抜き2番目に、世界では8番目に多いクラブになった。クラブのアイコン的存在であったフェルナンド・トーレスの退団が決まった。最終節のエイバル戦では、スタジアムには6万5000人のファンが訪れ、トーレスはキャプテンマークを付けてフル出場し、2得点を記録。試合後に退団セレモニーが行われた。さらに長年カピタンを務めていたガビもシーズン終了後に退団を表明し、二大功労者がチームを去ることになった。

#### 2018-19シーズン
フランス・ASモナコから当時クラブ史上最高額となる約7000万ユーロでトマ・レマルを、国内のビジャレアルからロドリが加入した。シーズン最初の公式戦となったUEFAスーパーカップでは宿敵レアル・マドリードを延長戦の末4-2で破り、8つめとなるタイトルをチームにもたらした。コパ・デル・レイではジローナに敗戦し、大会を去った。優勝が期待されたCLではモナコ、ボルシア・ドルトムント、クラブ・ブルッヘとのグループに入り、4勝1分1敗の成績でグループ2位でノックアウトラウンドへ進出。ベスト16の相手はイタリアのユヴェントス。1stレグでは2-0と完封勝利を果たすも、2ndレグでクリスティアーノ・ロナウドにハットトリックを許し、2戦合計2-3で大会を後にした。

#### 2019-20シーズン

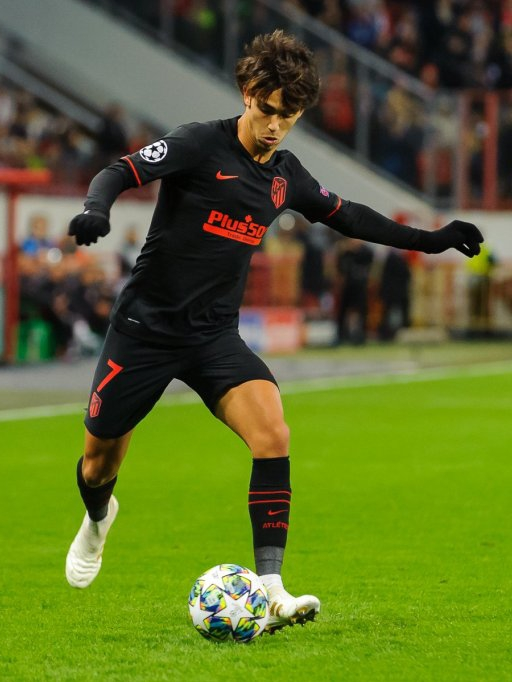
クラブ史上最高額の移籍金で加入したジョアン・フェリックス

夏の移籍市場では、キャプテンのディエゴ・ゴディン、フィリペ・ルイス、フアンフランなどの功労者、アントワーヌ・グリーズマン、リュカ・エルナンデス、ロドリなど、主力選手が多数クラブを離れることが決まった。SLベンフィカからジョアン・フェリックスを、クラブ最高額の約1億2600万ユーロで獲得した他、レアル・マドリードからマルコス・ジョレンテ、アトレチコ・パラナエンセからレナン・ロディ、トッテナム・ホットスパーからキーラン・トリッピアー、ポルトからフェリペなど、計8名を新獲得し、 2億4470万ユーロを費やした。冬の移籍期間最終日には、大連人職業から、ヤニック・カラスコの買取オプション付きのレンタルでの復帰が発表された。リーグ戦は得点力不足に悩まされリーグ最多の16引き分けと勝ちきれない試合が多く低迷した。コパ・デル・レイでもラウンド32でセグンダBに所属する、クルトゥラル・レオネサに延長戦の末敗退した。チャンピオンズ・リーグでは、ラウンド16で前回の欧州王者で、当時リーグ戦無敗のリヴァプール相手に1stレグで1-0、2ndレグでは、リヴァプールが公式戦42戦無敗を記録し、難攻不落の要塞と呼ばれた本拠地アンフィールドで、ジョレンテの2ゴールとモラタの決勝ゴールで、2-3で勝利。2連勝をし、2戦合計で4-2と快勝し、昨季王者を下した。リーグ戦再開後は、ジョレンテのフォワードへのコンバートや、カラスコの活躍により、再開後7勝4分の無敗でシーズンを終え、再開前の6位から3位に上げシメオネ就任以降8年連続でのチャンピオンズリーグ出場権を獲得した。チャンピオンズリーグ準々決勝では、RBライプツィヒに1-2で敗れ、ベスト8で敗退した。

## ライバル

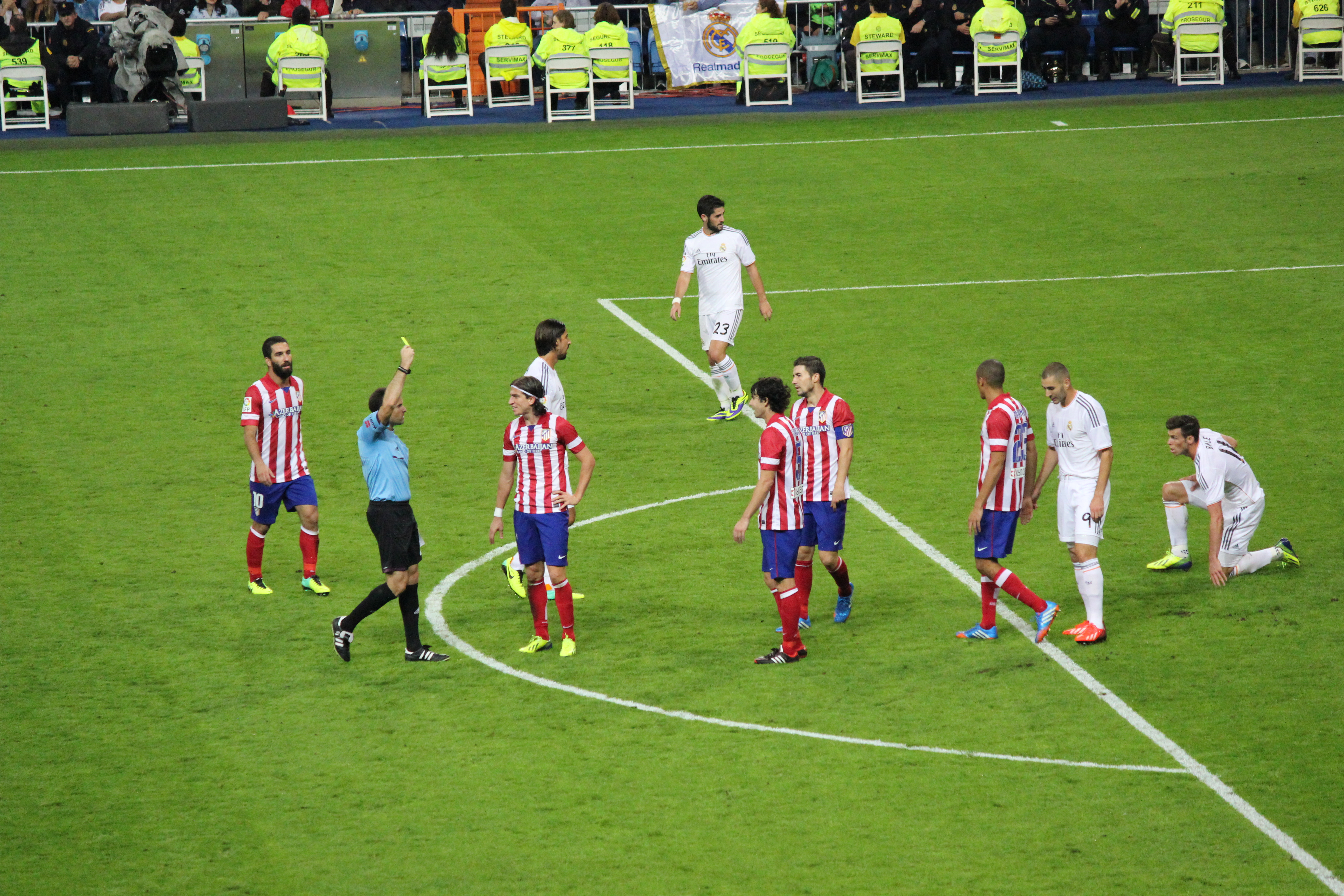
2014年のマドリード・ダービー

レアル・マドリードとアトレティコは、対照的なアイデンティティと非常に異なる運命を持つクラブである。レアル・マドリードのサンティアゴ・ベルナベウがマドリード北部の裕福なチャマルティンにあるカステジャーナ通りに誇らしげに建つのに対し、アトレティコのかつてのスタジアムは、マドリードの中心部から1.8kmほど離れたアルガンズエラの労働者階級の中心部にあるビセンテ・カルデロンというあまり華やかではないスタジアムであった。歴史的に、レアル・マドリードはエスタブリッシュメントクラブであると長年見られてきた。その一方で、アトレティコは常に「sentimiento de rebeldía」（抵抗の意識）を特徴としていた。しかし、初期フランシスコ・フランコ時代には、体制に好まれたチームはアトレティコであった。1950年代にレアル・マドリードに政権が傾倒するまでは、アトレティコは空軍（Atletico Aviacionと改名）と関連付けられていた。
フランコ政権下の独裁国家はスペインが国際的に孤立していた当時、レアル・マドリードのヨーロピアンカップ制覇を政治的に利用しようとしていた。当時ある大臣は「レアル・マドリードはこれまでで最も優れた使節である」と述べた。こういった認識は、集合意識に乗り、マドリードのサッカーアイデンティティに重要な影響をもたらしてきている。アトレティコのファンは「Hala Madrid, hala Madrid, el equipo del gobierno, la verguenza del país（ゆけマドリード、ゆけマドリード、政府のチーム、国の恥）」 という歌の発案者であり、最も頻繁に歌われる歌でもある。
アトレティコ・マドリードは2000年（シーズン後半）から2012-13シーズンまでに、14年間マドリードダービー未勝利という大苦戦を強いられていた。しかし、2013年5月17日、2013年コパ・デル・レイ決勝でアトレティコがサンティアゴ・ベルナベウでライバルを2-1で下したことで、その呪縛は終わりを告げ、2013年9月29日には再びベルナベウで1-0の勝利を収めた。

## タイトル

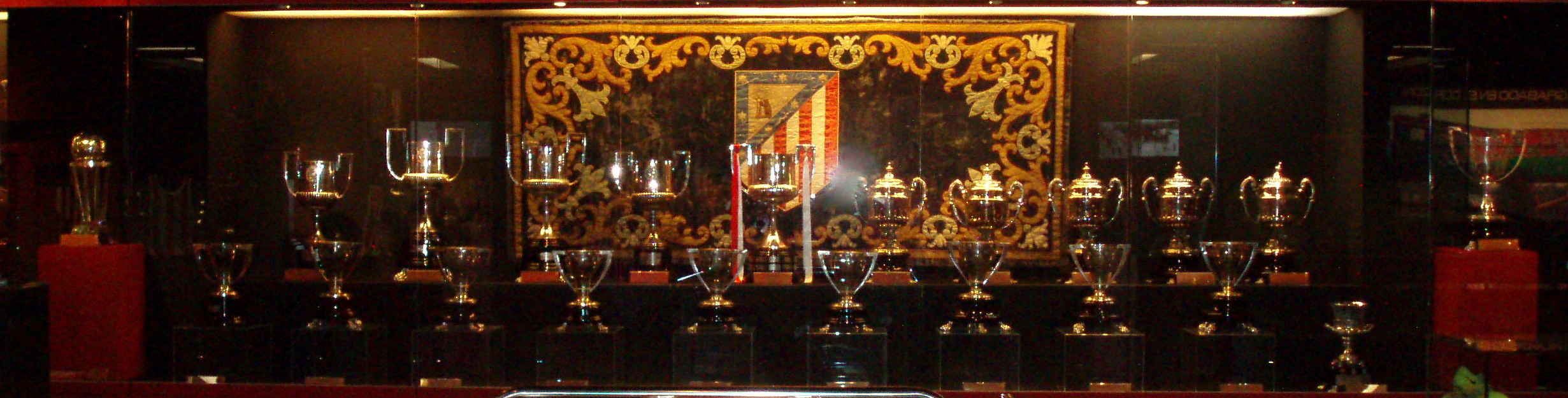
トロフィールーム

### 国内タイトル
- プリメーラ・ディビシオン : 11回

1939-40, 1940-41, 1949-50, 1950-51, 1965-66, 1969-70, 1972-73, 1976-77, 1995-96, 2013-14, 2020-21
- コパ・デル・レイ : 10回

1959-60, 1960-61, 1964-65, 1971-72, 1975-76, 1984-85, 1990-91, 1991-92, 1995-96, 2012-13
- スーペルコパ・デ・エスパーニャ : 2回

1985, 2014

### 国際タイトル
- UEFAヨーロッパリーグ : 3回

2009-10, 2011-12 , 2017-18
- UEFAカップウィナーズカップ : 1回

1961-62
- UEFAスーパーカップ : 3回

2010, 2012, 2018
- インターコンチネンタルカップ : 1回

1974

### 非公式タイトル
- カンペオナート・レヒオナル・セントロ : 4回
  - 1920-21, 1924-25, 1927-28, 1939-40

### 国内個人タイトル
- プリメーラ・ディビシオン
  - ピチーチ賞
    - 1940-41シーズン  プルデン (30ゴール)
    - 1968-69シーズン  ホセ・エウロヒオ・ガラテ (14ゴール)
    - 1969-70シーズン  ホセ・エウロヒオ・ガラテ (16ゴール)
    - 1969-70シーズン  ルイス・アラゴネス (16ゴール)
    - 1970-71シーズン  ホセ・エウロヒオ・ガラテ (17ゴール)
    - 1984-85シーズン  ウーゴ・サンチェス (19ゴール)
    - 1988-89シーズン  バウタザール (35ゴール)
    - 1991-92シーズン  マノロ (27ゴール)
    - 1997-98シーズン  クリスティアン・ヴィエリ (24ゴール)
    - 2008-09シーズン  ディエゴ・フォルラン (32ゴール)

  - サモラ賞
    - 1939-40シーズン  フェルナンド・タバレス (1.38失点)
    - 1948-49シーズン  マルセル・ドミンゴ (1.16失点)
    - 1976-77シーズン  ミゲル・レイナ (0.96失点)
    - 1990-91シーズン  アベル・レシーノ (0.51失点)
    - 1995-96シーズン  フランシスコ・モリーナ (0.76失点)
    - 2012-13シーズン  ティボ・クルトゥワ (0.78失点)
    - 2013-14シーズン  ティボ・クルトゥワ (0.68失点)
    - 2015-16シーズン  ヤン・オブラク (0.47失点)
    - 2016-17シーズン  ヤン・オブラク (0.72失点)
    - 2017-18シーズン  ヤン・オブラク (0.59失点)
    - 2018-19シーズン  ヤン・オブラク (0.76失点)
    - 2020-21シーズン  ヤン・オブラク (0.66失点)

  - サラ賞
    - 2013-14シーズン  ジエゴ・コスタ (27ゴール)

  - LFPアワード
    - 2012-13シーズン  ティボ・クルトゥワ (最優秀GK)
    - 2012-13シーズン  ディエゴ・シメオネ (最優秀監督)
    - 2013-14シーズン  ディエゴ・シメオネ (最優秀監督)
    - 2015-16シーズン  アントワーヌ・グリーズマン (最優秀選手)
    - 2015-16シーズン  ディエゴ・ゴディン (最優秀DF)
    - 2015-16シーズン  ヤン・オブラク (最優秀GK)
    - 2015-16シーズン  ディエゴ・シメオネ (最優秀監督)
- セグンダ・ディビシオン
  - ピチーチ賞
    - 2000-01シーズン  サルバ・バジェスタ (20ゴール)
    - 2001-02シーズン  ディエゴ・アロンソ (22ゴール)

### 国際個人タイトル
- ヨーロッパ・ゴールデンシュー
  - 2008-09シーズン  ディエゴ・フォルラン (32ゴール)
- FIFAワールドカップ
  - ゴールデンボール
    - 2010 FIFAワールドカップ  ディエゴ・フォルラン

  - ブロンズボール
    - 2018 FIFAワールドカップ  アントワーヌ・グリーズマン
- バロンドール
  - シルバーボール
    - 1987年  パウロ・フットレ

  - ブロンズボール
    - 2016年  アントワーヌ・グリーズマン
    - 2018年  アントワーヌ・グリーズマン
- ゴールデンボーイ賞
  - 2007年  セルヒオ・アグエロ
  - 2019年  ジョアン・フェリックス
- UEFAヨーロッパリーグ
  - 大会得点王
    - 2011-12シーズン  ラダメル・ファルカオ (12ゴール)

## 近年の成績
| シーズン | ディビジョン | ディビジョン | ディビジョン | ディビジョン | ディビジョン | ディビジョン | ディビジョン | ディビジョン | ディビジョン | 国王杯       | 他公式戦     | 他公式戦   | 欧州カップ | 欧州カップ | 最多得点者                 | 最多得点者 |
| シーズン | リーグ       | 試           | 勝           | 分           | 敗           | 得           | 失           | 点           | 順位         | 国王杯       | 他公式戦     | 他公式戦   | 欧州カップ | 欧州カップ | 選手                       | 得点数     |
| -------- | ------------ | ------------ | ------------ | ------------ | ------------ | ------------ | ------------ | ------------ | ------------ | ------------ | ------------ | ---------- | ---------- | ---------- | -------------------------- | ---------- |
| 2002-03  | プリメーラ   | 38           | 12           | 11           | 15           | 51           | 56           | 47           | 11位         | 準々決勝敗退 |              |            |            |            | フェルナンド・トーレス     | 13         |
| 2003-04  | プリメーラ   | 38           | 15           | 10           | 13           | 51           | 53           | 55           | 7位          | 準々決勝敗退 |              |            |            |            | フェルナンド・トーレス     | 20         |
| 2004-05  | プリメーラ   | 38           | 13           | 11           | 14           | 40           | 34           | 50           | 11位         | 準決勝敗退   |              |            | UIC        | 準優勝     | フェルナンド・トーレス     | 20         |
| 2005-06  | プリメーラ   | 38           | 13           | 13           | 12           | 45           | 37           | 52           | 10位         | ベスト16     |              |            |            |            | フェルナンド・トーレス     | 13         |
| 2006-07  | プリメーラ   | 38           | 17           | 9            | 12           | 46           | 39           | 60           | 7位          | ベスト16     |              |            |            |            | フェルナンド・トーレス     | 14         |
| 2007-08  | プリメーラ   | 38           | 19           | 7            | 12           | 66           | 47           | 64           | 4位          | 準々決勝敗退 |              |            | UC         | 3回戦敗退  | セルヒオ・アグエロ         | 27         |
| 2007-08  | プリメーラ   | 38           | 19           | 7            | 12           | 66           | 47           | 64           | 4位          | 準々決勝敗退 | UIC          | 優勝       |            |            | セルヒオ・アグエロ         | 27         |
| 2008-09  | プリメーラ   | 38           | 20           | 7            | 11           | 80           | 57           | 67           | 4位          | ベスト16     |              |            | UCL        | ベスト16   | ディエゴ・フォルラン       | 35         |
| 2009-10  | プリメーラ   | 38           | 13           | 8            | 17           | 57           | 61           | 57           | 9位          | 準優勝       |              |            | UEL        | 優勝       | ディエゴ・フォルラン       | 28         |
| 2010-11  | プリメーラ   | 38           | 17           | 7            | 14           | 62           | 53           | 58           | 7位          | 準々決勝敗退 | USC          | 優勝       | UEL        | GL敗退     | セルヒオ・アグエロ         | 27         |
| 2011-12  | プリメーラ   | 38           | 15           | 11           | 12           | 53           | 56           | 56           | 5位          | 4回戦敗退    |              |            | UEL        | 優勝       | ラダメル・ファルカオ       | 36         |
| 2012-13  | プリメーラ   | 38           | 23           | 7            | 8            | 65           | 31           | 76           | 3位          | 優勝         | USC          | 優勝       |            |            | ラダメル・ファルカオ       | 34         |
| 2013-14  | プリメーラ   | 38           | 28           | 6            | 4            | 77           | 26           | 90           | 1位          | 準決勝敗退   | スーペルコパ | 優勝       | UCL        | 準優勝     | ジエゴ・コスタ             | 36         |
| 2014-15  | プリメーラ   | 38           | 23           | 9            | 6            | 67           | 29           | 78           | 3位          | 準々決勝敗退 |              |            | UCL        | ベスト8    | アントワーヌ・グリーズマン | 25         |
| 2015-16  | プリメーラ   | 38           | 28           | 4            | 6            | 63           | 18           | 88           | 3位          | 準々決勝敗退 |              |            | UCL        | 準優勝     | アントワーヌ・グリーズマン | 32         |
| 2016-17  | プリメーラ   | 38           | 23           | 9            | 6            | 70           | 27           | 78           | 3位          | 準決勝敗退   |              |            | UCL        | ベスト4    | アントワーヌ・グリーズマン | 26         |
| 2017-18  | プリメーラ   | 38           | 23           | 10           | 5            | 58           | 22           | 79           | 2位          | 準々決勝敗退 |              |            | UCL        | GL敗退     | アントワーヌ・グリーズマン | 29         |
| 2017-18  | プリメーラ   | 38           | 23           | 10           | 5            | 58           | 22           | 79           | 2位          | 準々決勝敗退 | UEL          | 優勝       |            |            | アントワーヌ・グリーズマン | 29         |
| 2018-19  | プリメーラ   | 38           | 22           | 10           | 6            | 55           | 29           | 76           | 2位          | ベスト16     | USC          | 優勝       | UCL        | ベスト16   | アントワーヌ・グリーズマン | 21         |
| 2019-20  | プリメーラ   | 38           | 18           | 16           | 4            | 51           | 27           | 70           | 3位          | 3回戦敗退    | スーペルコパ | 準優勝     | UCL        | ベスト8    | アルバロ・モラタ           | 16         |
| 2020-21  | プリメーラ   | 38           | 26           | 8            | 4            | 67           | 25           | 86           | 1位          | 2回戦敗退    |              |            | UCL        | ベスト16   | ルイス・スアレス           | 21         |
| 2021-22  | プリメーラ   | 38           | 21           | 8            | 9            | 65           | 43           | 71           | 3位          | ベスト16     | スーペルコパ | 準決勝敗退 | UCL        | ベスト8    | アンヘル・コレア           | 14         |
| 2022-23  | プリメーラ   | 38           | 23           | 8            | 7            | 70           | 33           | 77           | 3位          | 準々決勝敗退 |              |            | UCL        | GL敗退     | アントワーヌ・グリーズマン | 16         |

## スタジアム・クラブ施設
アトレティコ・マドリードは2017年まで収容人数54,990人のエスタディオ・ビセンテ・カルデロンを使用していた。また、創設から1923年まではロンダ・デ・バジェカスを本拠地としていたが、1923年にエスタディオ・メトロポリターノ・デ・マドリードを建設すると、ビセンテ・カルデロンに移る1966年までここでプレーしていた。

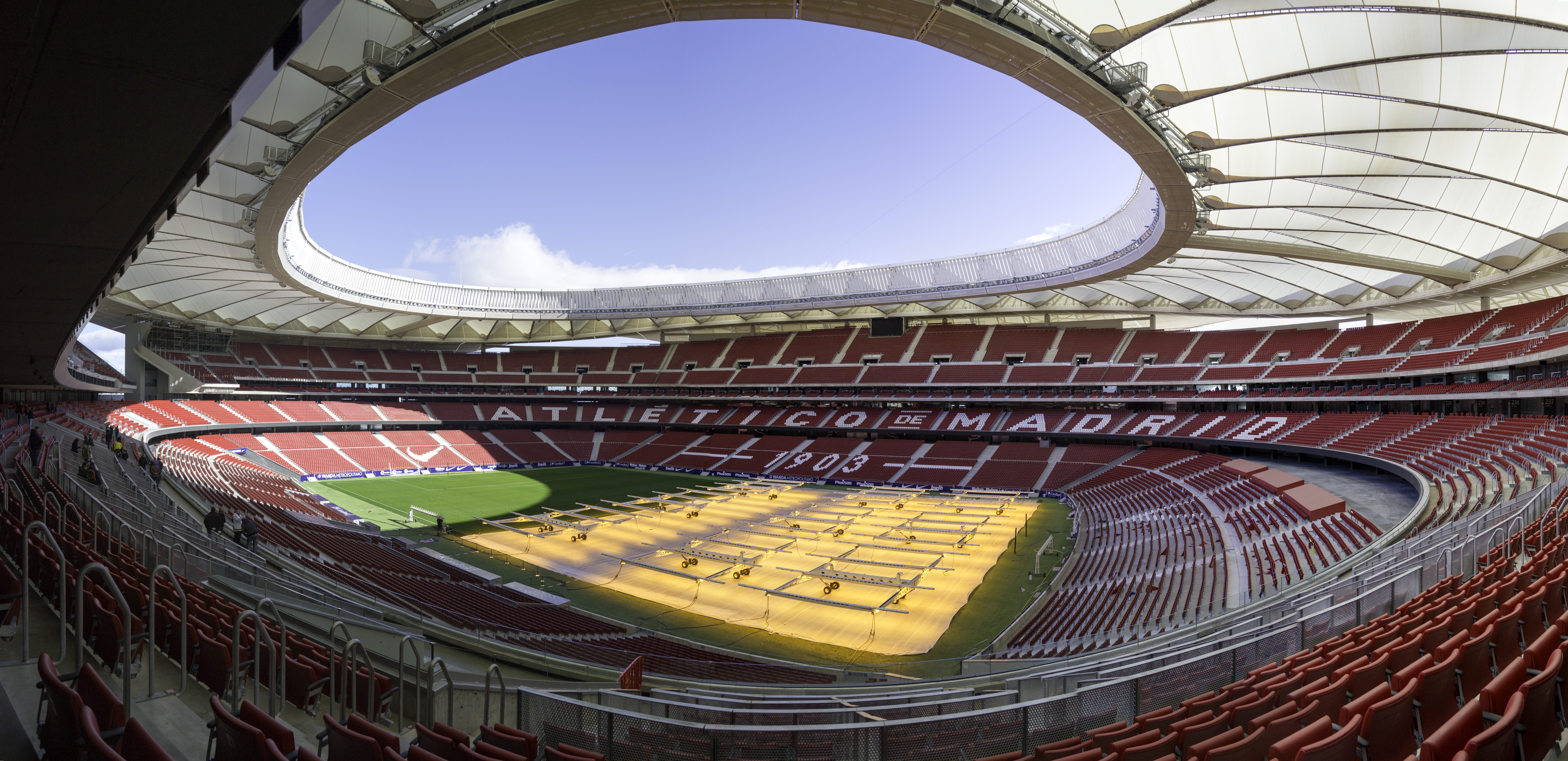
現在のホームスタジアムであるワンダ・メトロポリターノ

クラブは現在リヤド・エア・メトロポリターノ（旧称 : ワンダ・メトロポリターノ → シビタス・メトロポリターノ）を本拠地としている。同スタジアムは、マドリードオリンピック構想の際に20,000席拡張されて68,000席ものサイズを誇るスタジアムとなった。先代のビセンテ・カルデロンは2020年6月から取り壊しが行われ、跡地にはマンサナーレス川に面するということで、川沿いの公園として再計画がなされている。2017年9月17日、マラガCFとの試合でシビタス・メトロポリターノのこけら落としが計画され、来賓としてスペイン国王、フェリペ6世が招待された。この試合でアントワーヌ・グリーズマンがシビタス・メトロポリターノにおける最初の公式戦スコアラーとなった。

### トレーニング グラウンド
アトレティコ・マドリードのトップチームの練習場はマドリードより北西へ17kmほど上ったマハダオンダにある。練習場の名前はシウダ・デポルティーバ・アトレティコ・デ・マドリード。ここには芝のピッチに加えて筋力トレーニングをするためのジムも併設されており、Bチームやカンテラもこの施設を使うことがある。
シウダ・デポルティーバにはエスタディオ・セロ・デル・エスピノという多目的スタジアムが隣接しており、主にクラブのBチームがホームスタジアムとして使用している。また、ルーマニアのブカレストにもアトレティコ・マドリードが所有するスタジアムがあり、クラブの下部組織という形で運営されている。

## 現所属メンバー
ラ・リーガ 2024-25・基本フォーメーション (3-5-2)
括弧内の国旗はその他の保有国籍を、星印はEU圏外選手を示す。
（※1）EU圏外だが、リーガ・エスパニョーラでは外国人枠とはみなさない。

### 選手
2025年8月11日現在
注：選手の国籍表記はFIFAの定めた代表資格ルールに基づく。
| No. | Pos. |                | 選手名                     |
| --- | ---- | -------------- | -------------------------- |
| 1   | GK   | アルゼンチン   | フアン・ムッソ ()          |
| 2   | DF   | ウルグアイ     | ホセ・マリア・ヒメネス ()  |
| 3   | DF   | イタリア       | マッテオ・ルッジェーリ     |
| 4   | MF   | イングランド   | コナー・ギャラガー () ()   |
| 5   | MF   | アメリカ合衆国 | ジョニー・カルドーゾ () () |
| 6   | MF   | スペイン       | コケ                       |
| 7   | FW   | フランス       | アントワーヌ・グリーズマン |
| 8   | MF   | スペイン       | パブロ・バリオス           |
| 9   | FW   | ノルウェー     | アレクサンダー・セルロート |
| 10  | MF   | スペイン       | アレックス・バエナ         |
| 11  | MF   | アルゼンチン   | ティアゴ・アルマダ ★       |

| No. | Pos. |              | 選手名                    |
| --- | ---- | ------------ | ------------------------- |
| 13  | GK   | スロベニア   | ヤン・オブラク (副主将)   |
| 14  | MF   | スペイン     | マルコス・ジョレンテ      |
| 15  | DF   | フランス     | クレマン・ラングレ        |
| 16  | DF   | アルゼンチン | ナウエル・モリーナ ★      |
| 17  | DF   | スロバキア   | ダーヴィド・ハンツコ      |
| 18  | DF   | スペイン     | マルク・プビル            |
| 19  | FW   | アルゼンチン | フリアン・アルバレス ()   |
| 20  | FW   | アルゼンチン | ジュリアーノ・シメオネ () |
| 21  | DF   | スペイン     | ハビ・ガラン              |
| 24  | DF   | スペイン     | ロビン・ル・ノルマン ()   |
| --  | FW   | イタリア     | ジャコモ・ラスパドーリ    |

### リザーブチーム
注：選手の国籍表記はFIFAの定めた代表資格ルールに基づく。
| No. | Pos. |          | 選手名                 |
| --- | ---- | -------- | ---------------------- |
| 26  | MF   | スペイン | アイトール・ヒスメラ   |
| 27  | DF   | ギリシャ | イリアス・コスティス   |
| 28  | DF   | スペイン | マルコ・モレノ         |
| 29  | DF   | スペイン | ハビエル・ボニャール   |
| 30  | FW   | モロッコ | サリム・エル・ジェバリ |
| 31  | GK   | スペイン | アントニオ・ゴミス     |

| No. | Pos. |          | 選手名                 |
| --- | ---- | -------- | ---------------------- |
| 32  | FW   | スペイン | アドリアン・ニーニョ   |
| 36  | MF   | スペイン | アレックス・カラトラバ |
| 39  | FW   | モロッコ | アブデ・ライアニ       |
| 40  | MF   | スペイン | セルヒオ・ゲレーロ     |
| 45  | MF   | スペイン | ライアン・ベライ       |
| 49  | MF   | スペイン | ダリオ・フレイ         |

### ローン移籍
in
注：選手の国籍表記はFIFAの定めた代表資格ルールに基づく。
| No. | Pos. |  | 選手名 |
| --- | ---- |  | ------ |

| No. | Pos. |  | 選手名 |
| --- | ---- |  | ------ |

out
注：選手の国籍表記はFIFAの定めた代表資格ルールに基づく。
| No. | Pos. |            | 選手名                                  |
| --- | ---- | ---------- | --------------------------------------- |
| --  | GK   | ルーマニア | ホラツィウ・モルドヴァン (サッスオーロ) |
| --  | MF   | スペイン   | ハビ・セラーノ (シュトゥルム・グラーツ) |
| --  | FW   | ポルトガル | マルコス・パウロ (RWDモレンベーク)      |

| No. | Pos. |          | 選手名                                          |
| --- | ---- | -------- | ----------------------------------------------- |
| --  | MF   | フランス | トマ・レマル (ジローナ)                         |
| --  | FW   | スペイン | ビクトル・モジェホ (レアル・サラゴサ)           |
| --  | FW   | スペイン | ボルハ・ガルセス (エルチェ)                     |
| --  | FW   | スペイン | カルロス・マルティン (デポルティーボ・アラベス) |

## スタッフ

### テクニカル・スタッフ

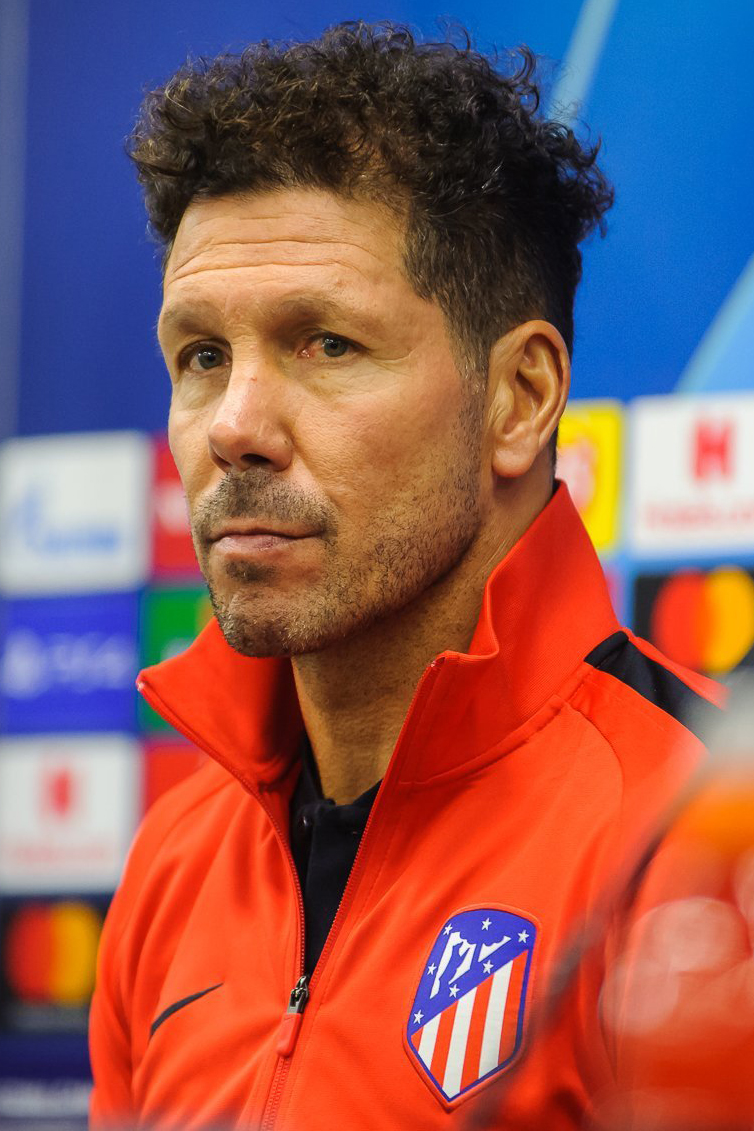
ディエゴ・シメオネ, 2011年12月23日から監督を務める

| 地位                              | スタッフ                           |
| ヘッド・コーチ                    | ディエゴ・シメオネ                 |
| アシスタント・マネージャー        | ネルソン・ビバス                   |
| アシスタント・マネージャー        | グスタボ・ロペス                   |
| ゴール・キーパー・コーチ          | パブロ・ベルセローネ               |
| フィットネス・コーチ              | ルイス・ピニェド                   |
| 理学療法士                        | イバン・オルテガ                   |
| 理学療法士                        | ヘスス・バスケス                   |
| 理学療法士                        | エステバン・アレバロ               |
| 理学療法士                        | ダビド・ローラス                   |
| 理学療法士                        | フェリペ・イグレシアス・アローヨ   |
| リハビリテーション・ フィジオ     | オスカル・ピティージャス           |
| リハビリテーション・ フィジオ     | アルフレード・ハロディフ           |
| テクニカル・ アシスタント・チーム | カルロス・メネンデス               |
| テクニカル・ アシスタント・チーム | ダニエル・カストロ                 |
| チーム・デリゲート                | ペドロ・パブロ・マテサンツ         |
| 医療部長                          | ホセ・マリア・ビヤロン             |
| クラブ・ドクター                  | ゴルカ・デ・アバホ                 |
| ドクター                          | オスカー・ルイス・セラダ           |
| テクニカル・チーム                | クリスチャン・バプテスト           |
| テクニカル・チーム                | ディムチョ・ピリチェフ             |
| テクニカル・チーム                | フェルナンド・サンチェス・ラミレス |
| テクニカル・チーム                | マリオ・セラーノ                   |

### 経営陣
| 地位       | スタッフ                             |
| 会長       | エンリケ・セレソ                     |
| 最高責任者 | ミゲル・アンヘル・ヒル・マリン       |
| 強化担当   | アンドレア・ベルタ                   |
| 取締役     | ラサーロ・アルバラシン・マルティネス |
| 取締役     | アントニオ・アロンソ・サンス         |
| 取締役     | アントワーヌ・ボニエ                 |
| 取締役     | セベリアーノ・ヒル・イ・ヒル         |
| 取締役秘書 | パブロ・ヒメネス                     |

ソース: Atlético Madrid

## ユニフォーム

### チームカラー
- 赤 /   白
  - 1909年にイングランドへ渡り、クラブのユニフォームを調達した際にサウサンプトンFCから譲り受けた赤と白のストライプを模したユニフォームが由来である[48]。

### ユニフォームスポンサー
2023-24シーズンのスポンサー
| 掲出箇所 | スポンサー名                 | 表記               | 掲出年   | 備考 |
| 胸       | リヤド・エア                 | RIYADH AIR         | 2023年 - |      |
| 背中下部 | リア・マネー・トランスファー | ria Money Transfer | 2021年 - |      |
| 袖       | 現代自動車                   | Hyundai            | 2018年 - |      |

歴代スポンサー
| 期間      | メインスポンサー                             | その他                                                            |
| 1903-1987 | なし                                         | なし                                                              |
| 1987-1990 | 三田工業                                     | なし                                                              |
| 1990-1993 | マルベーリャ                                 | なし                                                              |
| 1993-1994 | アンテナ3                                    | なし                                                              |
| 1994-1996 | マルベーリャ                                 | なし                                                              |
| 1996-1997 | バンダイ / たまごっち                        | なし                                                              |
| 1997-1999 | マルベーリャ                                 | なし                                                              |
| 1999-2000 | なし                                         | なし                                                              |
| 2000-2002 | Idea Electrodomésticos                       | なし                                                              |
| 2002-2003 | Idea Electrodomésticos / Centenario del club | なし                                                              |
| 2003-2004 | コロンビア ピクチャーズ                      | Racer                                                             |
| 2004-2005 | コロンビア ピクチャーズ                      | AXN                                                               |
| 2005-2006 | 起亜自動車                                   | AXN                                                               |
| 2006-2008 | 起亜自動車                                   | 京セラ / ASISA                                                    |
| 2008-2011 | 起亜自動車                                   | 京セラ / Ålands Penningautomatförening                            |
| 2011-2012 | Rixos Hotels / ファーウェイ                  | 京セラ / Doyen Group                                              |
| 2012-2013 | ファーウェイ / Azerbaijan, Land of Fire      | 京セラ                                                            |
| 2013-2014 | Azerbaijan, Land of Fire                     | 京セラ / ファーウェイ                                             |
| 2014-2015 | Azerbaijan, Land of Fire                     | ファーウェイ / Plus500                                            |
| 2015-2016 | Plus500                                      | Azerbaijan, Land of Fire / ファーウェイ                           |
| 2016-2018 | Plus500                                      | なし                                                              |
| 2018-2019 | Plus500                                      | 現代自動車 / セーブ・ザ・チルドレン                               |
| 2019-2020 | Plus500                                      | 現代自動車 / Ria Money Transfer / セーブ・ザ・チルドレン          |
| 2020-2021 | Plus500                                      | 現代自動車 / Ria Money Transfer / セーブ・ザ・チルドレン / VERSUS |
| 2021-2022 | Plus500                                      | 現代自動車 / Ria Money Transfer / セーブ・ザ・チルドレン          |
| 2022-2023 | WhaleFin                                     | 現代自動車 / Ria Money Transfer / セーブ・ザ・チルドレン          |
| 2023-     | RIYADH AIR                                   | 現代自動車 / Ria Money Transfer / セーブ・ザ・チルドレン          |

### ユニフォームサプライヤー
| 期間      | サプライヤー    |
| 1903-1950 | なし            |
| 1950-1980 | Deportes Cóndor |
| 1980-1982 | Meyba           |
| 1982-1998 | プーマ          |
| 1998-2001 | リーボック      |
| 2001-     | ナイキ          |

### 歴代ユニフォーム
| ホームユニフォーム | ホームユニフォーム | ホームユニフォーム | ホームユニフォーム | ホームユニフォーム |
| ------------------ | ------------------ | ------------------ | ------------------ | ------------------ |
| 1903-1909          | 1909-1911          | 1928-1929          | 1932-1933          | 1939-1940          |
| 1949-1950          | 1955-1956          | 1974-1976          | 1982-1983          | 1983-1992          |
| 1992-1994          | 1994-1995          | 1995-1996          | 1996-1997          | 1997-1998          |
| 1998-1999          | 1999-2000          | 2000-2001          | 2001-2002          | 2002-2003          |
| 2003-2004          | 2004-2005          | 2005-2006          | 2006-2007          | 2007-2008          |
| 2008-2009          | 2009-2010          | 2010-2011          | 2011-2012          | 2012-2013          |
| 2013-2014          | 2014-2015          | 2015-2016          | 2016-2017          | 2017-2018          |
| 2018-2019          | 2019-2020          | 2020-2021          | 2021-2022          | 2022-2023          |

| アウェーユニフォーム | アウェーユニフォーム | アウェーユニフォーム | アウェーユニフォーム | アウェーユニフォーム |
| -------------------- | -------------------- | -------------------- | -------------------- | -------------------- |
| 1996-1997            | 1997-1998            | 1998-2000            | 2000-2001            | 2001-2002            |
| 2002-2003            | 2003-2004            | 2004-2005            | 2005-2006            | 2006-2007            |
| 2007-2008            | 2008-2009            | 2009-2010            | 2010-2011            | 2011-2012            |
| 2012-2013            | 2013-2014            | 2014-2015            | 2015-2016            | 2016-2017            |
| 2017-2018            | 2018-2019            | 2019-2020            | 2020-2021            | 2021-2022            |
| 2022-2023            |                      |                      |                      |                      |

| サードユニフォーム | サードユニフォーム | サードユニフォーム | サードユニフォーム | サードユニフォーム |
| ------------------ | ------------------ | ------------------ | ------------------ | ------------------ |
| 1983-1992          | 1996-1997          | 2001-2002          | 2014-2015          | 2017-2018          |
| 2018-2019          | 2019-2020          | 2020-2021          | 2021-2022          | 2022-2023          |

| その他                            | その他                  | その他                      | その他                  | その他 |
| --------------------------------- | ----------------------- | --------------------------- | ----------------------- | ------ |
| 1995-96 · コパ・デル・レイ · 決勝 | 100周年記念 · 2003-2004 | 4thユニフォーム · 2021-2022 | 120周年記念 · 2022-2023 |        |

## サポーター
フレンテ・アトレティコは、クラブで最も大きいサポーターグループであり、ウルトラスとして活動している。これまでに2度の殺人事件を起こしており、2014年12月にクラブは同団体の追放を決定している。

## 育成組織

### 概要
アトレティコ・マドリードも他のスペイン国内クラブ同様、カンテラと呼ばれるユースチームを所有している。育成組織はスペイン国内に限らず、メキシコとルーマニアにも海外支部を設置し、その他世界各地で定期的に入団トライアルを開催している。アトレティコ・マドリードが育成し、トップチームで長きにわたり活躍した選手には、ガビやフェルナンド・トーレス、コケ、サウール・ニゲスらがいる。遠方や海外からユース生となった選手はクラブの寮に住み込んでサッカーをすることになるが、16歳以下の子供は家族との連絡以外での携帯電話使用禁止、外出時には成人の同伴が必要などの規則がある。また、2018年からは、サッカーがプロスポーツ化されていないキューバにて、サッカー面での環境整備や子供達にプレー機会を与え、将来的にはキューバ国内に独自のアカデミーを設立することを発表した。

### カテゴリー
トップチームを除くと合計11のユースカテゴリーがある。
| カテゴリー                                  | 対象年齢 |
| ------------------------------------------- | -------- |
| アトレティコ・マドリードB                   |          |
| アトレティコ・マドリード・フベニールA       | 17-19歳  |
| アトレティコ・マドリレーニョ・フベニールA   | 17-19歳  |
| アトレティコ・マドリード・フベニールB       | 15-16歳  |
| アトレティコ・マドリレーニョ・フベニールB   | 15-16歳  |
| アトレティコ・マドリード・カデーテA         | 13-14歳  |
| アトレティコ・マドリード・カデーテB         | 13-14歳  |
| アトレティコ・マドリード・インファンティルA | 11-12歳  |
| アトレティコ・マドリード・インファンティルB | 11-12歳  |
| アトレティコ・マドリード・アレビンA F11     | 8-11歳   |
| アトレティコ・マドリード・アレビンA F7      | 0-7歳    |

## パートナー
- リヤド・エア - メインスポンサー
- Cívitas (シビタス)
- ナイキ
- 現代自動車
- Ria Money Transfer
- Mahou
- Bwin
- モビスター
- カイシャバンク
- Socios.com
- EAスポーツ
- コカ・コーラ
- Signify
- LG
- Solan de cabras
- FALKENタイヤ
- Energía Rojiblanca
- マルカ
- Halcón Viajes
- Clinica Universidad de Navarra
- Acunsa
- AYX (2021年-)[54]

## 歴代所属選手

### 背番号別ベストプレーヤー
- 2020年4月20日、マルカによって背番号1から23までのアトレティコ・マドリード史上の背番号別ベストプレーヤーが発表された[55]。

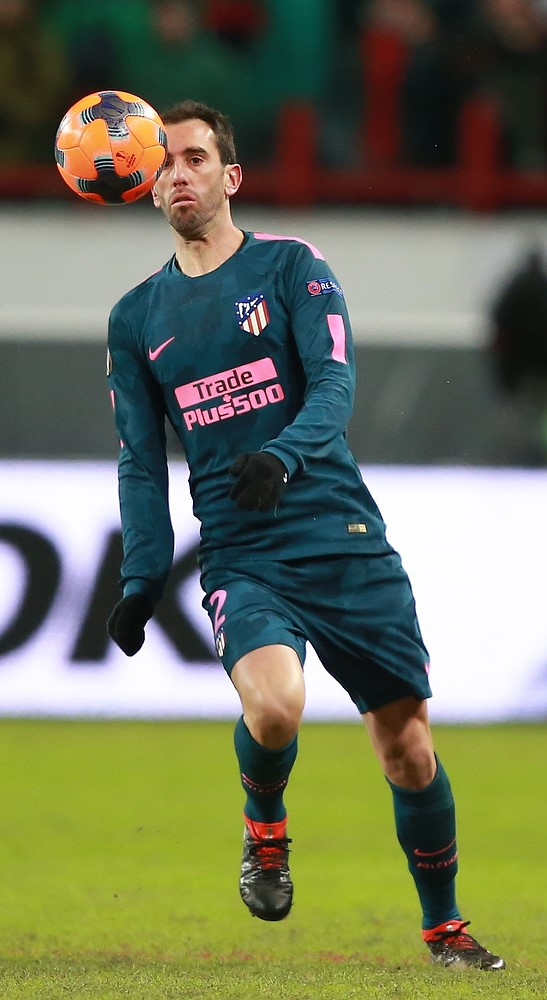
ディエゴ・ゴディン#2
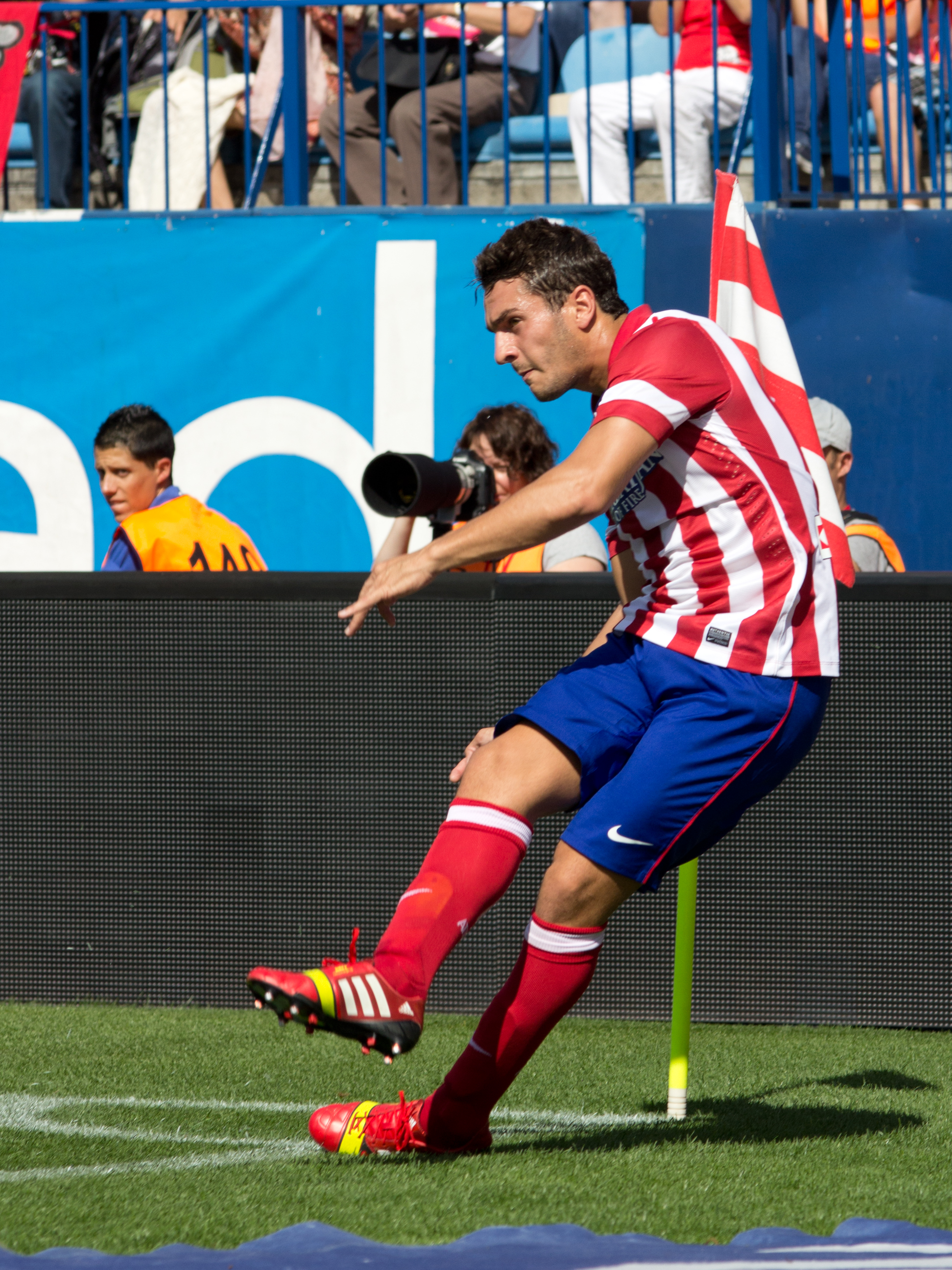
コケ#6
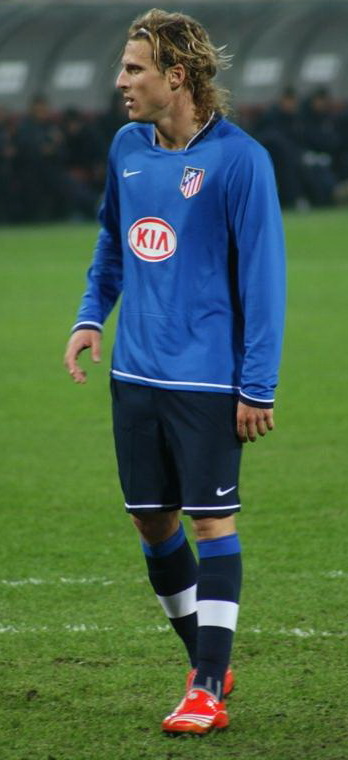
ディエゴ・フォルラン#7
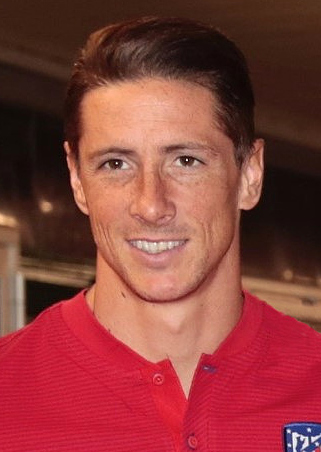
フェルナンド・トーレス#9
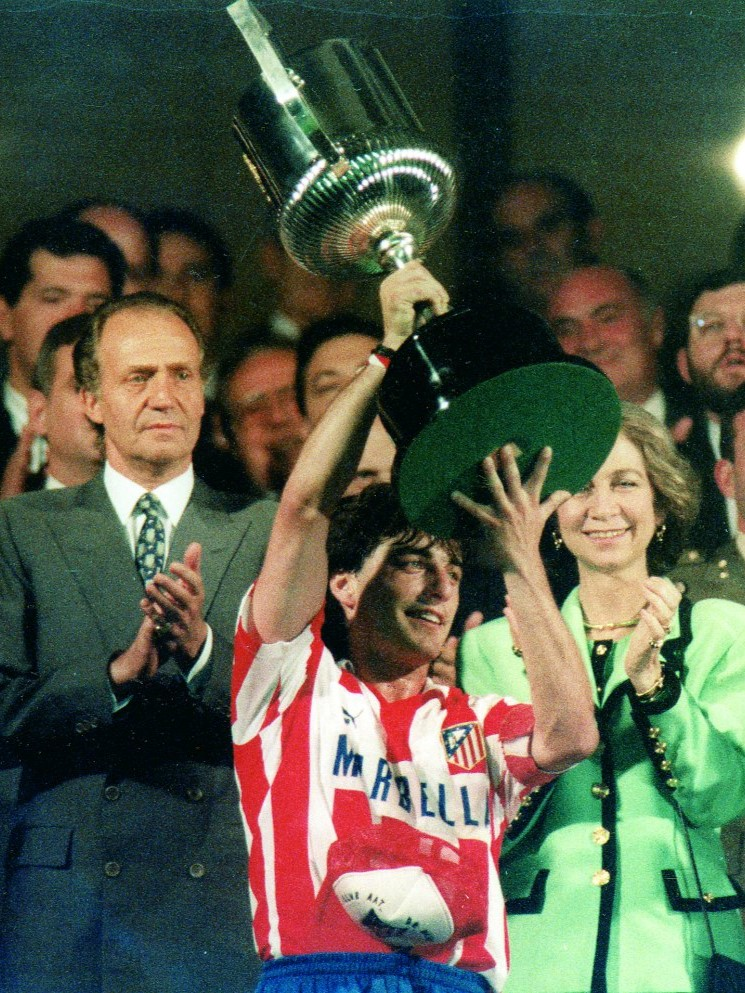
パウロ・フットレ#10
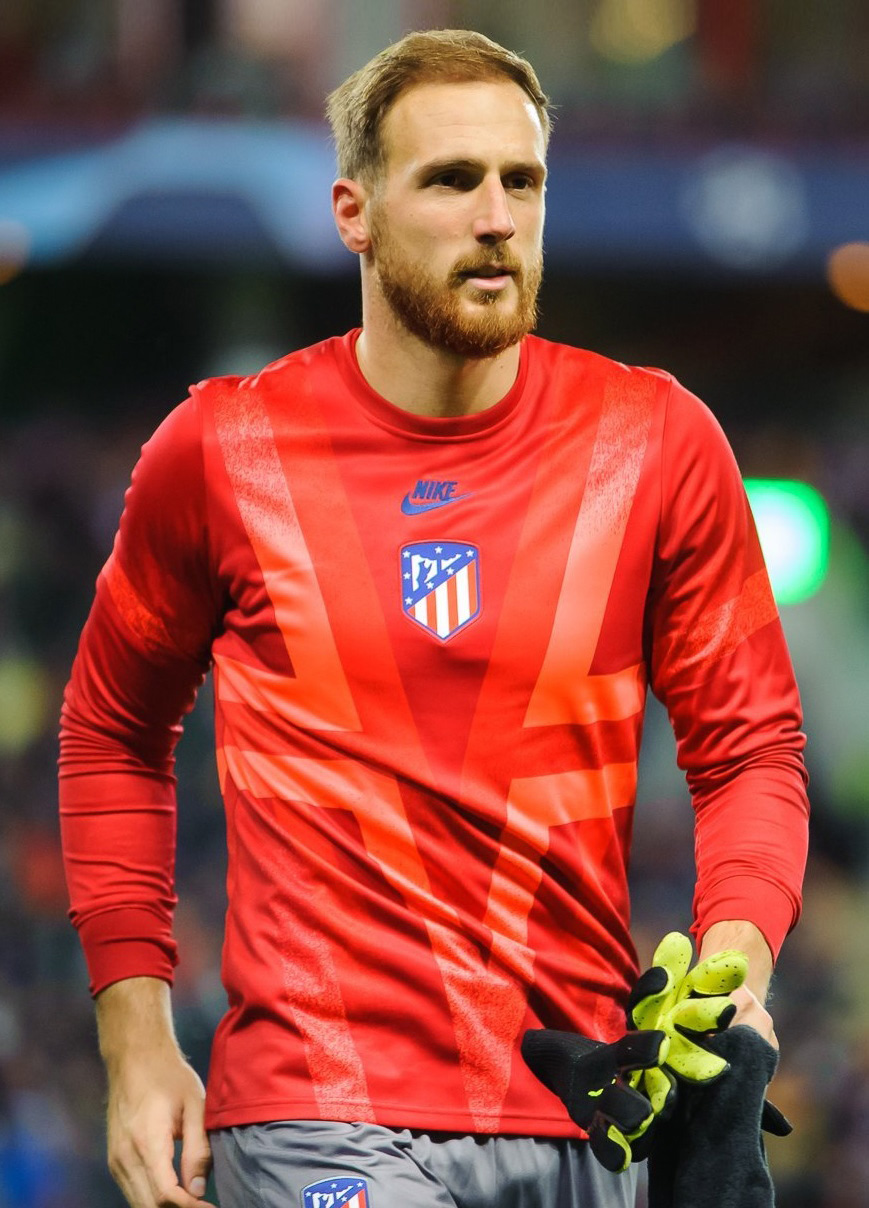
ヤン・オブラク#13
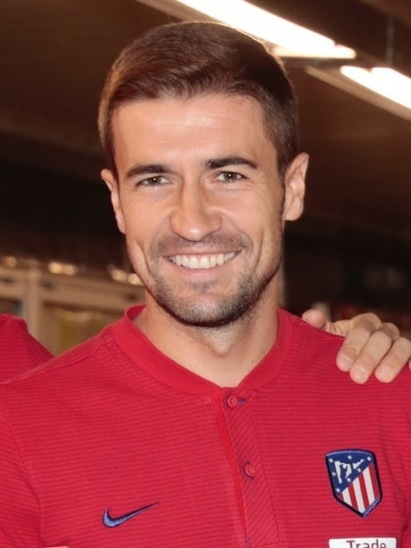
ガビ#14
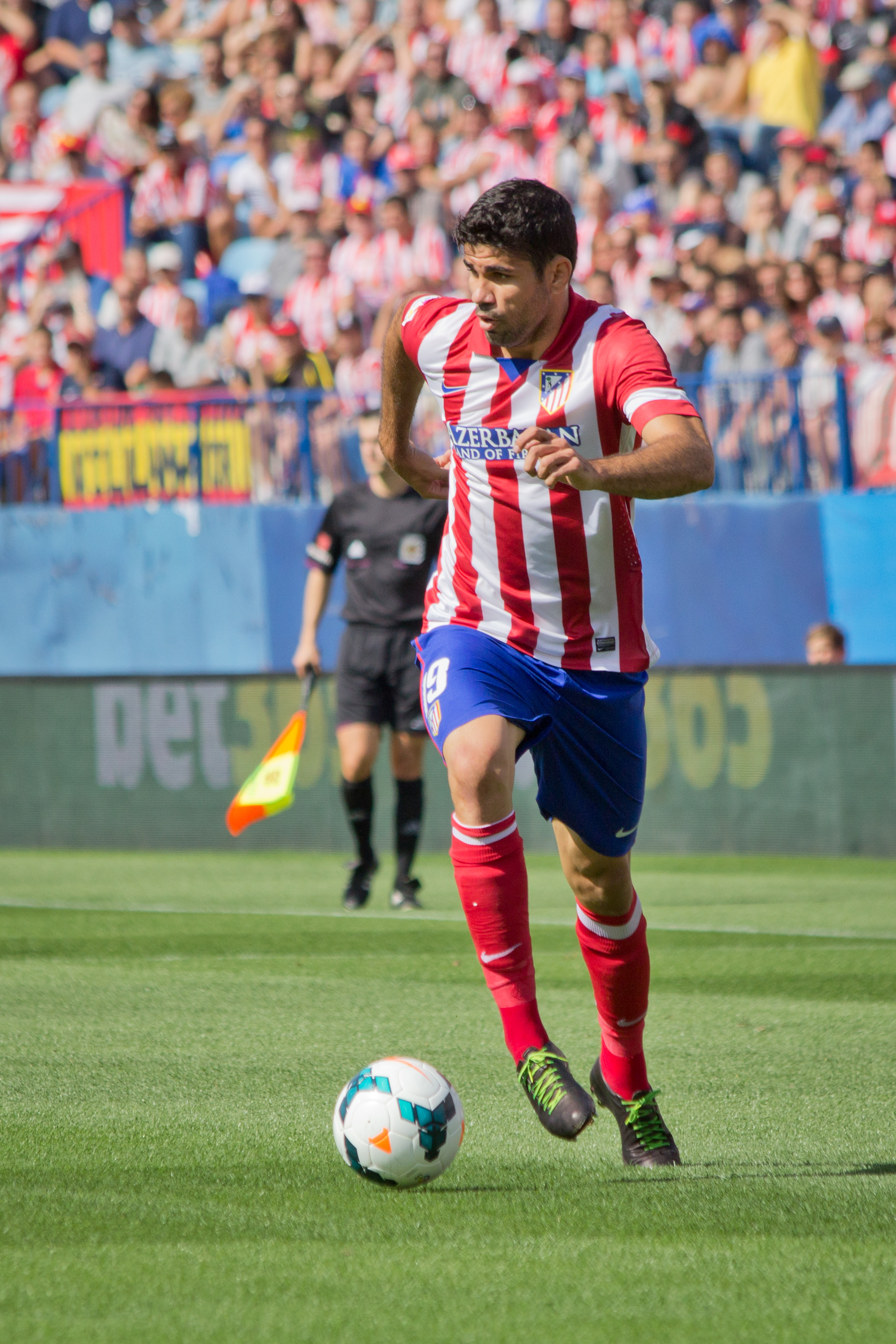
ジエゴ・コスタ#18

注：選手の国籍表記はFIFAの定めた代表資格ルールに基づく。
| No. | Pos. |            | 選手名                 |
| --- | ---- | ---------- | ---------------------- |
| 1   | GK   | スペイン   | アベル・レシーノ       |
| 2   | DF   | ウルグアイ | ディエゴ・ゴディン     |
| 3   | DF   | ブラジル   | フィリペ・ルイス       |
| 4   | MF   | スペイン   | アデラルド・ロドリゲス |
| 5   | DF   | ブラジル   | ルイス・ペレイラ       |
| 6   | MF   | スペイン   | コケ                   |
| 7   | FW   | ウルグアイ | ディエゴ・フォルラン   |
| 8   | FW   | スペイン   | ルイス・アラゴネス     |
| 9   | FW   | スペイン   | フェルナンド・トーレス |
| 10  | FW   | ポルトガル | パウロ・フットレ       |
| 11  | FW   | スペイン   | エンリケ・コリャル     |
| 12  | MF   | ブラジル   | パウロ・アスンソン     |

| No. | Pos. |            | 選手名                             |
| --- | ---- | ---------- | ---------------------------------- |
| 13  | GK   | スロベニア | ヤン・オブラク                     |
| 14  | MF   | スペイン   | ガビ                               |
| 15  | DF   | スペイン   | カルロス・アギレラ                 |
| 16  | MF   | スペイン   | フアン・カルロス・バレロン         |
| 17  | FW   | オランダ   | ジミー・フロイド・ハッセルバインク |
| 18  | FW   | スペイン   | ジエゴ・コスタ                     |
| 19  | FW   | スペイン   | キコ                               |
| 20  | DF   | スペイン   | フアンフラン                       |
| 21  | MF   | スペイン   | ホセ・ルイス・カミネロ             |
| 22  | MF   | ブラジル   | ジエゴ・リバス                     |
| 23  | DF   | ブラジル   | ジョアン・ミランダ                 |

- ディエゴ・ゴディン#2
- コケ#6
- ディエゴ・フォルラン#7
- フェルナンド・トーレス#9
- パウロ・フットレ#10
- ヤン・オブラク#13
- ガビ#14
- ジエゴ・コスタ#18

## 歴代会長
1. エンリケ・アジェンデ: 1903
2. エドゥアルド・デ・アチャ: 1903-1907
3. リカルド・デ・ゴンドラ: 1907-1909
4. ラモン・デ・カルデナス: 1909-1912
5. フリアン・ルエテ: 1912-1919
6. アルバロ・デ・アギラル: 1919-1920
7. フリアン・ルエテ: 1920-1923
8. フアン・デ・エステファニア: 1923-1926
9. ルシアーノ・ウルギホ: 1926-1931
10. ラファエル・ゴンサーレス: 1931-1935
11. ホセ・ルイス・デル・バジェ: 1935-1936
12. ホセ・マリア・フェルナンデス: 1936-1939
13. フランシスコ・ビベス: 1939
14. ルイス・ナバロ: 1939-1941
15. マヌエル・ガジェゴ: 1941–1945
16. フアン・トウソーン: 1946-1947
17. セサレオ・ガリンデス: 1947-1952
18. マルケス・デ・ラ・フロリダ: 1952-1955
19. フアン・スエボス: 1955
20. ハビエル・バローソ: 1955-1964
21. ビセンテ・カルデロン: 1964-1980
22. リカルド・イレサーバル: 1980
23. アルフォンソ・カベサ: 1980-1982
24. アントニオ・デル・オヨ: 1982
25. アグスティン・コトルエロ: 1982
26. ビセンテ・カルデロン: 1982-1986
27. フランシスコ・カステド: 1986-1987
28. ヘスス・ヒル: 1987-2003
29. エンリケ・セレソ: 2003-

## クラブ記録
| #  | 選手                         | 所属期間            | 出場 |
| -- | ---------------------------- | ------------------- | ---- |
| 1  | コケ                         | 2009-               | 588  |
| 2  | アデラルド                   | 1959-1976           | 550  |
| 3  | トマス・レニョネス           | 1984-1996           | 483  |
| 4  | エンリケ・コリャル           | 1952-1969           | 468  |
| 5  | カルロス・アギレラ           | 1988-1993 1996-2005 | 456  |
| 6  | イサシオ・カジェハ           | 1958-1972           | 421  |
| 7  | フアン・カルロス・アルテチェ | 1978-1989           | 420  |
| 8  | ガビ                         | 2004-2007 2011-2018 | 417  |
| 9  | フェルナンド・トーレス       | 2001-2007 2015-2018 | 404  |
| 10 | ヤン・オブラク               | 2014-               | 392  |

| #  | 選手                       | 所属期間            | 得点 |
| -- | -------------------------- | ------------------- | ---- |
| 1  | ルイス・アラゴネス         | 1964-1974           | 172  |
| 2  | アドリアン・エスクデロ     | 1949-1958           | 169  |
| 3  | アントワーヌ・グリーズマン | 2014-2019 2021-     | 158  |
| 4  | パコ・カンポス             | 1949-1958           | 144  |
| 5  | ホセ・エウロヒオ・ガラテ   | 1966-1977           | 134  |
| 6  | フェルナンド・トーレス     | 2001-2007 2015-2018 | 129  |
| 7  | ホアキン・ペイロ           | 1954-1962           | 127  |
| 8  | アデラルド                 | 1959-1976           | 112  |
| 9  | エンリケ・コリャル         | 1952-1969           | 104  |
| 10 | ホセ・フンコサ             | 1944-1955           | 103  |

| 2023年6月23日現在 太字監督は現在クラブを指揮している監督 \| # \| 監督 \| 在任期間 \| 指揮 \| \| -- \| ---------------------------- \| ------------------------------------------ \| ---- \| \| 1 \| ディエゴ・シメオネ \| 2011- \| 627 \| \| 2 \| ルイス・アラゴネス \| 1974-1980, 1982-1987, 1991-1993, 2001-2003 \| 612 \| \| 3 \| リカルド・サモラ \| 1939-1946 \| 202 \| \| 4 \| ラドミル・アンティッチ \| 1995-2000 \| 188 \| \| 5 \| ハビエル・アギーレ \| 2006-2009 \| 131 \| \| 6 \| エレニオ・エレーラ \| 1949-1953 \| 120 \| \| 7 \| ティンテ \| 1961-1964 \| 103 \| \| 8 \| マルセル・ドミンゴ \| 1969-1972, 1979-1980 \| 102 \| \| 9 \| キケ・サンチェス・フローレス \| 2009-2011 \| 102 \| \| 10 \| フレッド・ペントランド \| 1925-1926, 1927-1929, 1934-1935 \| 86 \| |                              |                                            |      |
| # | 監督                         | 在任期間                                   | 指揮 |
| 1 | ディエゴ・シメオネ           | 2011-                                      | 627  |
| 2 | ルイス・アラゴネス           | 1974-1980, 1982-1987, 1991-1993, 2001-2003 | 612  |
| 3 | リカルド・サモラ             | 1939-1946                                  | 202  |
| 4 | ラドミル・アンティッチ       | 1995-2000                                  | 188  |
| 5 | ハビエル・アギーレ           | 2006-2009                                  | 131  |
| 6 | エレニオ・エレーラ           | 1949-1953                                  | 120  |
| 7 | ティンテ                     | 1961-1964                                  | 103  |
| 8 | マルセル・ドミンゴ           | 1969-1972, 1979-1980                       | 102  |
| 9 | キケ・サンチェス・フローレス | 2009-2011                                  | 102  |
| 10 | フレッド・ペントランド       | 1925-1926, 1927-1929, 1934-1935            | 86   |

## 関連クラブ
- アトレティコ・マドリードB
- アトレティコ・マドリード・フェメニーノ
- アトレティコ・デ・コルテカ
- アトレティコ・サン・ルイス
- アトレティコ・オタワ